# Bormes-les-Mimosas
Bormes-les-Mimosas [bɔʁm le mimoza] est une commune du département du Var en région Provence-Alpes-Côte d'Azur. La commune abrite le fort de Brégançon, résidence d'État utilisée comme lieu officiel de villégiature (principalement estivale) du président de la République française.

## Géographie

### Localisation
La commune de Bormes-les-Mimosas est située sur la côte méditerranéenne, à l’extrême sud du massif des Maures. Elle s’étend des crêtes du massif principal jusqu’à l’extrémité du cap Bénat qui avance dans la mer en face des îles d’Hyères, en passant par la petite dépression du ruisseau de Batailler, qui assure la communication entre la plaine d’Hyères et la « corniche des Maures » (le Lavandou, Cavalaire).
Le village de Bormes est accroché à flanc de colline, face au sud, sous les ruines de son ancien château.
| La Londe-les-Maures | Collobrières       | La Môle      |
| La Londe-les-Maures | Bormes-les-Mimosas | Le Lavandou  |
| Méditerranée        | Mer Méditerranée   | Méditerranée |

### Géologie et relief
La superficie de la commune est de 9 732 hectares ; son altitude varie entre 0 et 642 mètres.
Le sud du territoire communal s'étend sur la plaine du fleuve le Batailler, jusqu'à son embouchure dans la mer Méditerranée, à l'est. Le village, dans la partie nord, se trouve sur une colline, à 154 mètres d'altitude. Une route de crêtes passe en limite de communes nord, à environ 450 mètres d'altitude.

### Hydrographie et eaux souterraines
Bormes-les-Mimosas est arrosée par le fleuve du « Vallon de la Favière », long de 3,5 km, dont l'embouchure se situe au sud du port du quartier de La Favière. La commune est également traversée par le Batailler, long de 10,8 km, et plusieurs de ses affluents : Vallon de la Berle, Vallon du Val de Guillen, Vallon de Maudroune, Vallon de l'Agueiroun. La Vieille, fleuve de 7,6 km, prend sa source au nord de la commune.
Deux retenues d'eau notables sont aussi présentes : la « retenue du Trapan » alimentée par le « ruisseau du Pellegrin », et celle au nord du château de Bregançon alimentée par le « vallon du barrage ».
Autres cours d'eau sur la commune ou à son aval :
- vallon Les Campaux, qui prendra le nom de rivière Môle lorsqu'il traversera la commune du même nom[Note 1] ;
- vallons des Caunes, de Roussel, du Cros des Moutons, de la Citadelle, du Fumas, du Mistral, du Labade, de la Gourre, du Révérencier, du Grand Noyer, du Petit Noyer, des Aubrètes, de Barral, de Sauve Redone, des Pradets, de la Cadenière, de la Siouvette ;
- ruisseaux de la Femme Morte, de Font Freye, de Bargean, de Baou d'Enfer ;
- raie de Rougne.

### Climat
Pour des articles plus généraux, voir Climat de Provence-Alpes-Côte d'Azur et Climat du Var.
En 2010, le climat de la commune est de type climat méditerranéen franc, selon une étude du Centre national de la recherche scientifique s'appuyant sur une série de données couvrant la période 1971-2000. En 2020, Météo-France publie une typologie des climats de la France métropolitaine dans laquelle la commune est exposée à un climat méditerranéen et est dans la région climatique  Var, Alpes-Maritimes, caractérisée par une pluviométrie abondante en automne et en hiver (250 à 300 mm en automne), un très bon ensoleillement en été (fraction d’insolation > 75 %), un hiver doux (8 °C) et peu de brouillards. 
Pour la période 1971-2000, la température annuelle moyenne est de 14,6 °C, avec une amplitude thermique annuelle de 15,2 °C. Le cumul annuel moyen de précipitations est de 874 mm, avec 6,5 jours de précipitations en janvier et 1,1 jours en juillet. Pour la période 1991-2020, la température moyenne annuelle observée sur la station météorologique de Météo-France la plus proche, « Collobrières_sapc », sur la commune de Collobrières à 10 km à vol d'oiseau, est de 14,6 °C et le cumul annuel moyen de précipitations est de 822,8 mm. 
La température maximale relevée sur cette station est de 39,9 °C, atteinte le 5 août 2017 ; la température minimale est de −9,6 °C, atteinte le 26 janvier 2005,,. 
Les paramètres climatiques de la commune ont été estimés pour le milieu du siècle (2041-2070) selon différents scénarios d'émission de gaz à effet de serre à partir des nouvelles projections climatiques de référence DRIAS-2020. Ils sont consultables sur un site dédié publié par Météo-France en novembre 2022.

### Voies de communications et transports
Bormes-les-Mimosas est accessible par la route départementale RD 559, depuis La Londe-les-Maures et Le Lavandou, ainsi que par la route départementale RD 98, depuis La Môle, Cogolin, et le golfe de Saint-Tropez. L'autoroute la plus proche est l'autoroute A570 à Hyères.
La municipalité a mis en place une navette gratuite, qui circule dans la commune quatre jours par semaine. Plusieurs lignes de Varlib circulent à Bormes-les-Mimosas : la ligne 8816, vers Le Lavandou, qui dessert notamment l'école de voile, les lignes 7801, 7802, 7803, 7821 vers Saint-Tropez, la ligne 8814 vers La Croix-Valmer, la ligne 8844, entre Rayol-Canadel-sur-Mer et le collège Frédéric-Mistral.

## Toponymie
Bormes-les-Mimosas s'écrit Bòrmas en provençal et selon la norme classique, Bouarmo selon la norme mistralienne.
La commune de Bormes devient Bormes-les-Mimosas le 15 février 1968, en raison de la présence sur son sol d'un grand nombre d'arbres de cette espèce.
Du point de vue botanique, les mimosas qui fleurissent en petites boules jaunes et dont le nom est associé à celui du village de Bormes sont des Acacia dealbata. Elles se distinguent pourtant des acacias du langage courant, qui sont des Robinia pseudoacacia et des Mimosa au sens des botanistes, appelées couramment sensitives, et qui produisent comme fleurs des boules violettes.

## Urbanisme

### Typologie
Au 1er janvier 2024, Bormes-les-Mimosas est catégorisée petite ville, selon la nouvelle grille communale de densité à sept niveaux définie par l'Insee en 2022.
Elle appartient à l'unité urbaine de Bormes-les-Mimosas-Le Lavandou, une agglomération intra-départementale regroupant trois  communes, dont elle est ville-centre,,. Par ailleurs la commune fait partie de l'aire d'attraction de Bormes-les-Mimosas, dont elle est la commune-centre,. Cette aire, qui regroupe 3 communes, est catégorisée dans les aires de moins de 50 000 habitants,.
La commune, bordée par la mer Méditerranée, est également une commune littorale au sens de la loi du 3 janvier 1986, dite loi littoral. Des dispositions spécifiques d’urbanisme s’y appliquent dès lors afin de préserver les espaces naturels, les sites, les paysages et l’équilibre écologique du littoral, tel le principe d'inconstructibilité, en dehors des espaces urbanisés, sur la bande littorale des 100 mètres, ou plus si le plan local d’urbanisme le prévoit.

### Morphologie urbaine
Voir le "Géoportail de l'urbanisme", Plan d'urbanisme sur le territoire communal, etc.

### Occupation des sols
Le tableau ci-dessous présente l'occupation des sols détaillée de la commune en 2018, telle qu'elle ressort de la base de données européenne d’occupation biophysique des sols Corine Land Cover (CLC).

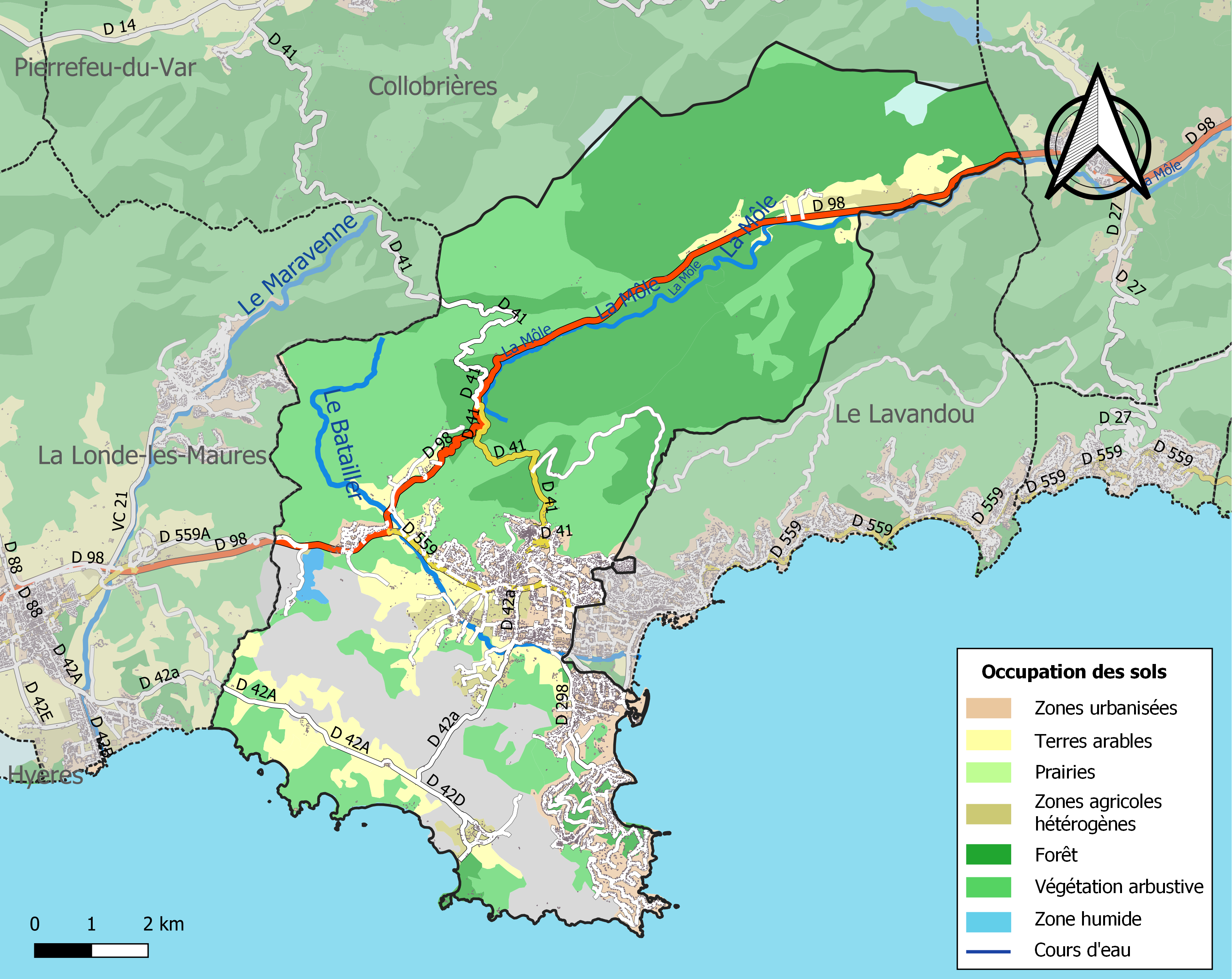
Carte des infrastructures et de l'occupation des sols de la commune en 2018 (CLC).

| Type d’occupation                                                                   | Pourcentage | Superficie (en hectares) |
| ----------------------------------------------------------------------------------- | ----------- | ------------------------ |
| Tissu urbain discontinu                                                             | 8,5 %       | 826                      |
| Vignobles                                                                           | 9,0 %       | 872                      |
| Vergers et petits fruits                                                            | 0,6 %       | 59                       |
| Systèmes culturaux et parcellaires complexes                                        | 1,9 %       | 186                      |
| Surfaces essentiellement agricoles interrompues par des espaces naturels importants | 0,6 %       | 55                       |
| Forêts de feuillus                                                                  | 25,8 %      | 2513                     |
| Forêts de conifères                                                                 | 0,7 %       | 69                       |
| Forêts mélangées                                                                    | 9,1 %       | 882                      |
| Végétation sclérophylle                                                             | 29,1 %      | 2828                     |
| Forêt et végétation arbustive en mutation                                           | 1,5 %       | 149                      |
| Végétation clairsemée                                                               | 0,6 %       | 55                       |
| Zones incendiées                                                                    | 11,9 %      | 1159                     |
| Plans d'eau                                                                         | 0,3 %       | 31                       |
| Mers et océans                                                                      | 0,4 %       | 38                       |
| Source : Corine Land Cover                                                          |             |                          |

### Logement
En 2009, le nombre total de logements dans la commune était de 9 939, alors qu'il était de 8 874 en 1999.
Parmi ces logements, 33,9 % étaient des résidences principales, 62,7 % des résidences secondaires et 3,4 % des logements vacants. Ces logements étaient pour 47,3 % d'entre eux des maisons individuelles et pour 52,3 % des appartements.
La proportion des résidences principales, propriétés de leurs occupants était de 66,2 %, en hausse sensible par rapport à 1999 (60,0 %). La part de logements HLM loués vides (logements sociaux) était en baisse sensible : 2,2 % contre 3,0 % en 1999, leur nombre ayant diminué de 80 à 73.

### Risques naturels et technologiques

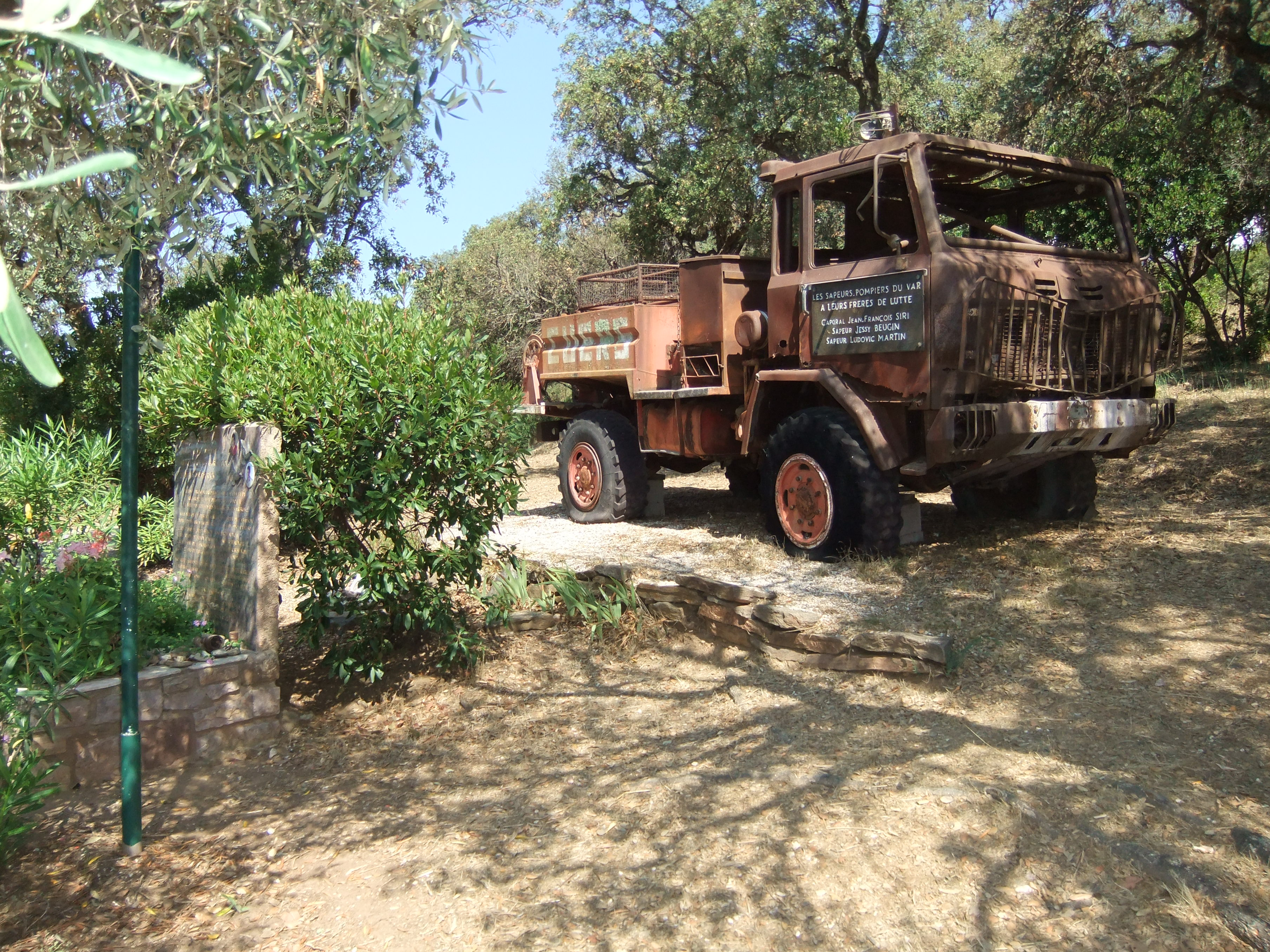
Mémorial aux pompiers morts lors de l'incendie à Cabasson en 1990.

Le risque de feux de forêt est important comme dans l'ensemble du Var. Le dernier sur la commune, en date du 25 juillet 2017, a détruit 1 600 hectares d'espace naturel et provoqué l'évacuation temporaire de plus de 10 000 personnes. Le précédent de la même ampleur, en juin 1990, avait couté la vie à quatre pompiers sur les hauteurs de Cabasson.

## Histoire
Antiquité et Moyen Âge
Vers 400 av. J.-C., une tribu ligure venant d’Italie appelée Bormani investit le littoral proche de Cabasson. Après être restés longtemps un peuple de pêcheurs vivant du cabotage et du commerce du sel, du fer et du plomb argentifère, les habitants émigrèrent sur les collines au IXe siècle pour échapper aux attaques incessantes des pirates sarrasins. Le village et ses remparts ne furent construits qu’au XIIe siècle.
Époque moderne
La mort de la reine Jeanne Ire de Naples ouvre une crise de succession à la tête du comté de Provence ; les villes de l’Union d'Aix (1382-1387) soutenant Charles de Duras contre Louis Ier d'Anjou, alors que le seigneur de Bormes, Rosselin de Fos, soutient le duc d’Anjou dès le printemps 1382, ce soutien étant conditionné à la participation du duc à l’expédition de secours à la reine.
Le village sera gouverné à compter du XIIIe siècle, et jusqu’à la Révolution française, par cinq dynasties de seigneurs dont les puissants Seigneurs de Fos.
Époque contemporaine
À la fin de la Seconde Guerre mondiale, le débarquement de Provence s'opère entre Saint-Raphaël et Ramatuelle dans la nuit du 14 au 15 août 1944. Les forces du débarquement font route vers Toulon, et libèrent Bormes-les-Mimosas le 17 août 1944. La bataille de Toulon aura lieu du 20 au 26 août 1944.

## Politique et administration

### Rattachements administratifs et électoraux

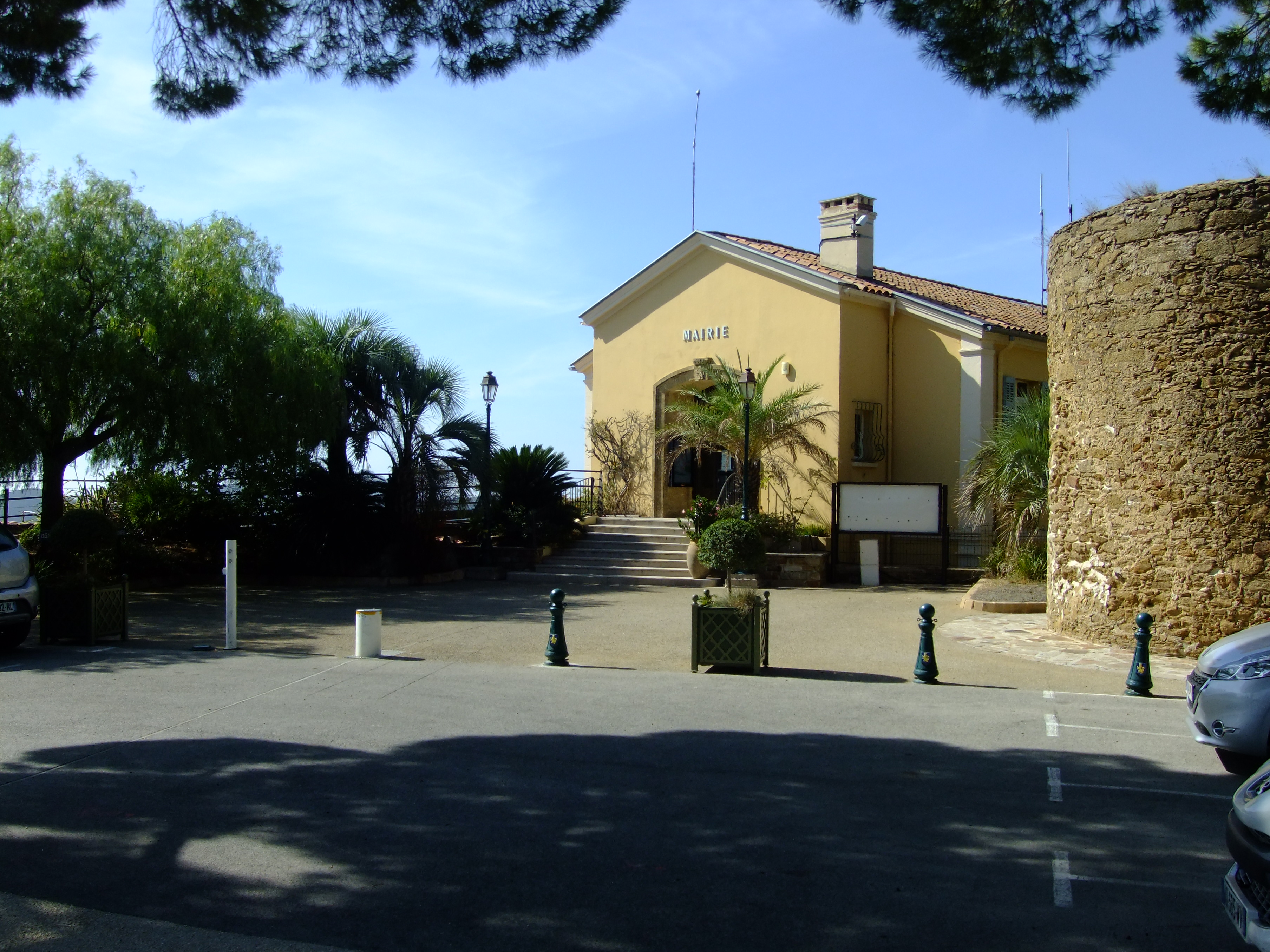
La mairie, vue coté Est en 2023.

Le quartier de pêcheurs du Lavandou se sépare de Bormes pour devenir commune à part entière le 9 juin 1913, consécutivement à l'adoption de la loi votée le 27 mars par la Chambre des députés, et promulguée par le président de la République Raymond Poincaré le 25 mai 1913.

### Élections municipales et résultats
Le nombre d'habitants au dernier recensement étant compris entre 5 000 et 9 999, le nombre de membres du conseil municipal est de 29.

### Politique environnementale

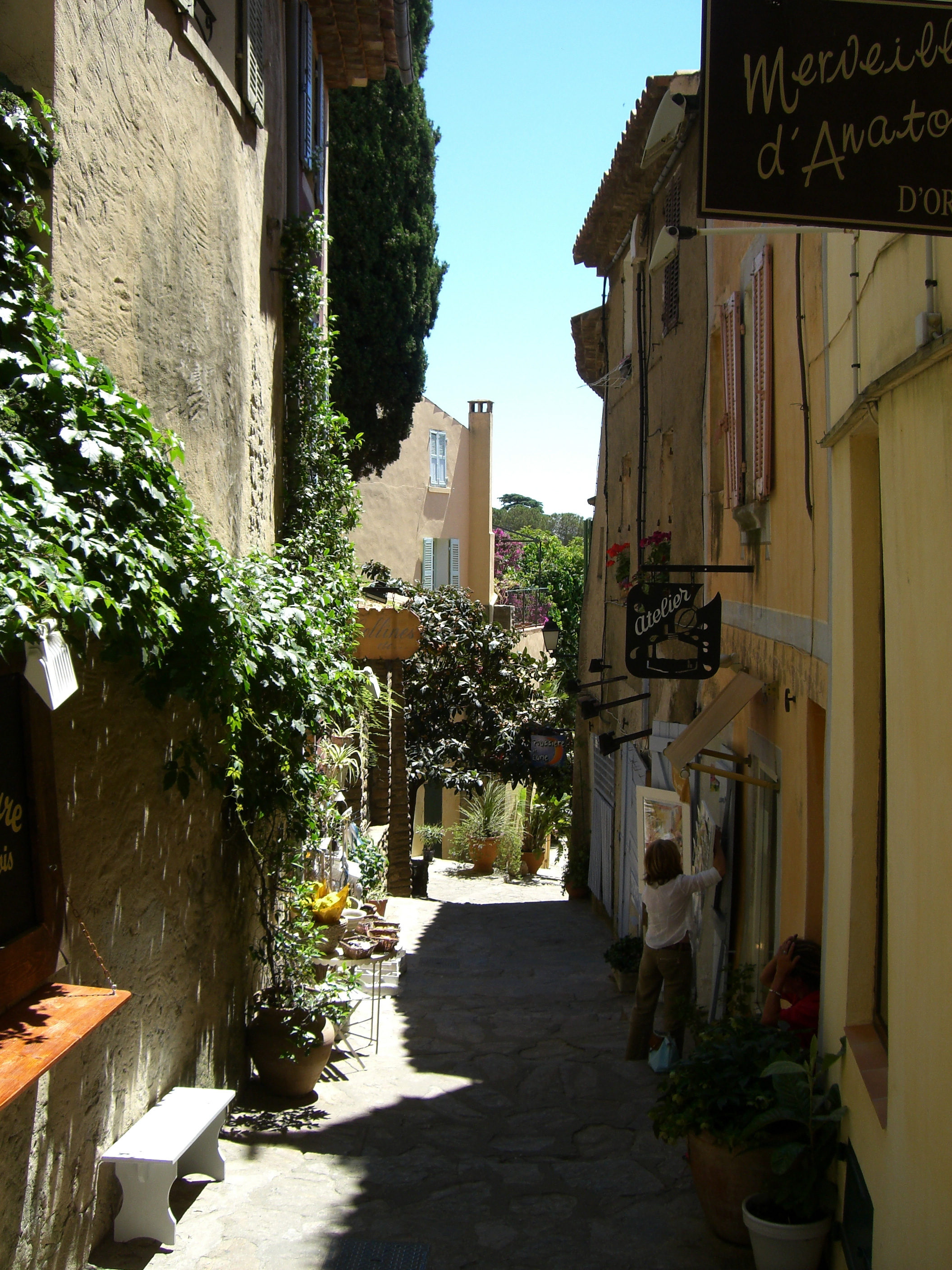
Rue piétonne de la vieille ville.

Bormes-les-Mimosas est une ville fleurie avec un label quatre fleurs, aussi médaille d’Or 2003 du Concours européen des villages fleuris.

#### Gestion des déchets
Depuis le 1er décembre 2010, un syndicat mixte regroupant les communes de Bormes-les-Mimosas, La Londe-les-Maures et Le Lavandou assure la gestion des déchets ménagers des habitants de ces trois communes. Au terme d'une convention avec le syndicat, une entreprise privée assure collecte, tri sélectif transport et traitement des déchets ; le tri sélectif est encouragé ; deux déchetteries sont à la disposition des particuliers ainsi qu'une plateforme spécialisée pour les professionnels.

#### Politique environnementale communale
Dans un territoire urbanisé à seulement 8 %, la gestion des espaces naturels revêt une grande importance, notamment par le biais du maintien de zones agricoles ; ces dernières ont en outre un rôle capital à jouer dans la lutte contre les incendies, en jouant le rôle de pare-feux.

### Budget et fiscalité 2020

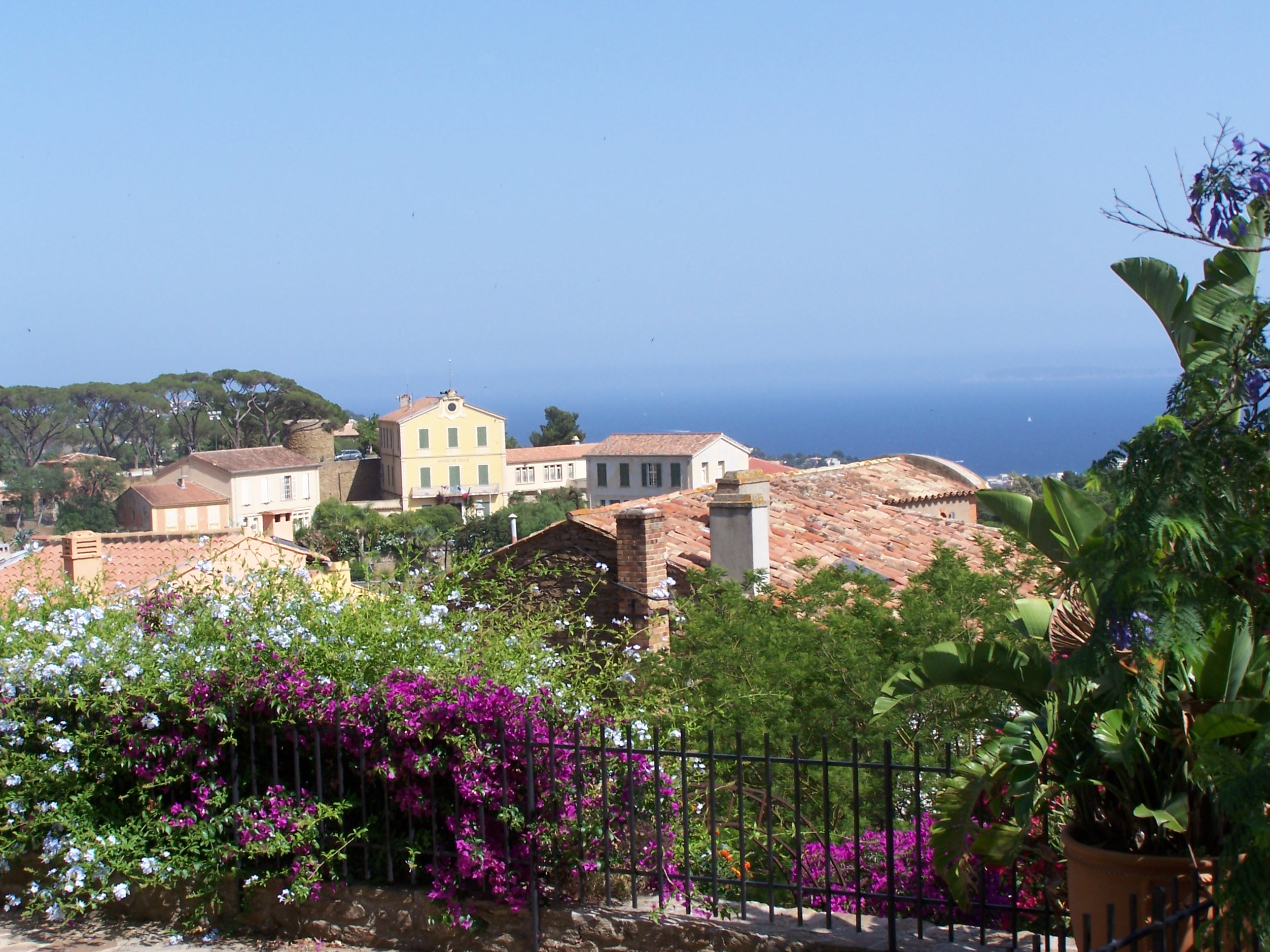
L'hôtel de ville.

En 2020, le budget de la commune était constitué ainsi :
- total des produits de fonctionnement : 16 846 000 €, soit 2 050 € par habitant ;
- total des charges de fonctionnement : 142 860 000 €, soit 1 738 € par habitant ;
- total des ressources d’investissement : 4 730 000 €, soit 576 € par habitant ;
- total des emplois d’investissement : 5 105 000 €, soit 621 € par habitant ;
- endettement : 8 089 000 €, soit 984 € par habitant.

Avec les taux de fiscalité suivants :
- taxe d’habitation : 13,05 % ;
- taxe foncière sur les propriétés bâties : 13,19 % ;
- taxe foncière sur les propriétés non bâties : 33,15 % ;
- taxe additionnelle à la taxe foncière sur les propriétés non bâties : 0,00 % ;
- cotisation foncière des entreprises : 0,00 %.

### Jumelages
Bormes-les-Mimosas n'est jumelée avec aucune autre commune.

## Population et société

### Démographie

#### Évolution démographique
Les habitants de la commune sont appelés les Borméens.
L'évolution du nombre d'habitants est connue à travers les recensements de la population effectués dans la commune depuis 1793. Pour les communes de moins de 10 000 habitants, une enquête de recensement portant sur toute la population est réalisée tous les cinq ans, les populations de référence des années intermédiaires étant quant à elles estimées par interpolation ou extrapolation. Pour la commune, le premier recensement exhaustif entrant dans le cadre du nouveau dispositif a été réalisé en 2008.

En 2022, la commune comptait 8 361 habitants, en évolution de +4,75 % par rapport à 2016 (Var : +4,98 %, France hors Mayotte : +2,11 %).
| 1793  | 1800  | 1806  | 1821  | 1831  | 1836  | 1841  | 1846  | 1851  |
| ----- | ----- | ----- | ----- | ----- | ----- | ----- | ----- | ----- |
| 1 400 | 1 424 | 1 428 | 1 403 | 1 559 | 1 730 | 1 718 | 1 893 | 2 019 |

| 1856  | 1861  | 1866  | 1872  | 1876  | 1881  | 1886  | 1891  | 1896  |
| ----- | ----- | ----- | ----- | ----- | ----- | ----- | ----- | ----- |
| 2 002 | 2 107 | 2 178 | 2 027 | 2 126 | 2 229 | 2 292 | 2 161 | 2 059 |

| 1901  | 1906  | 1911  | 1914  | 1921  | 1926  | 1931  | 1936  | 1946  |
| ----- | ----- | ----- | ----- | ----- | ----- | ----- | ----- | ----- |
| 2 070 | 2 106 | 2 699 | 2 699 | 1 567 | 1 628 | 1 887 | 1 864 | 1 609 |

| 1954  | 1962  | 1968  | 1975  | 1982  | 1990  | 1999  | 2006  | 2008  |
| ----- | ----- | ----- | ----- | ----- | ----- | ----- | ----- | ----- |
| 1 861 | 2 486 | 2 965 | 3 093 | 3 839 | 5 083 | 6 324 | 7 051 | 7 255 |

| 2013  | 2018  | 2022  | - | - | - | - | - | - |
| ----- | ----- | ----- | - | - | - | - | - | - |
| 7 847 | 8 223 | 8 361 | - | - | - | - | - | - |

### Enseignement
Bormes-les-Mimosas dépend de l'académie de Nice. Les élèves commencent leur scolarité à l'école maternelle publique Françoise-Hemeric, qui compte 227 enfants. Ils la poursuivent à l'école élémentaire publique Jean-Moulin, regroupant 299 élèves, puis au collège Frédéric-Mistral, avec 500 collégiens.

### Manifestations culturelles et festivités
- Fin janvier : Mimosalia, week-end consacré aux plantes rares et au jardin se déroulant notamment au parc du Cigalou[52].
- Février : Corso fleuri, à l'époque de la floraison du mimosa.
- Pentecôte : Bormes médieval
- 1er week-end de juin : Sports en lumière
- 9 juillet : Bormes-les-Mimosas célèbre l'indépendance de l'Argentine, car Hippolyte de Bouchard, natif de Bormes, participa de façon significative lors de la guerre d'indépendance. Pour lui rendre hommage, est organisé depuis 2016 un Festival International d’Eté de Spectacle et Tango Argentin (FIESTA)[53].
- Juillet et août : de nombreuses animations, festival, concerts, soirées humour...
- Septembre : Escapade gourmande à Bormes
- Octobre : Bormes à tout vent
- Décembre : Noël à Bormes

### Santé
Les professionnels de santé sont présents dans la commune, dont six médecins généralistes, deux dentistes, deux cabinets d'infirmiers, deux masseurs-kinésithérapeutes, trois pharmacies.
L'hôpital et la clinique les plus proches se situent à Hyères.
Centre hospitalier intercommunal Toulon-La Seyne-sur-Mer.

### Culte

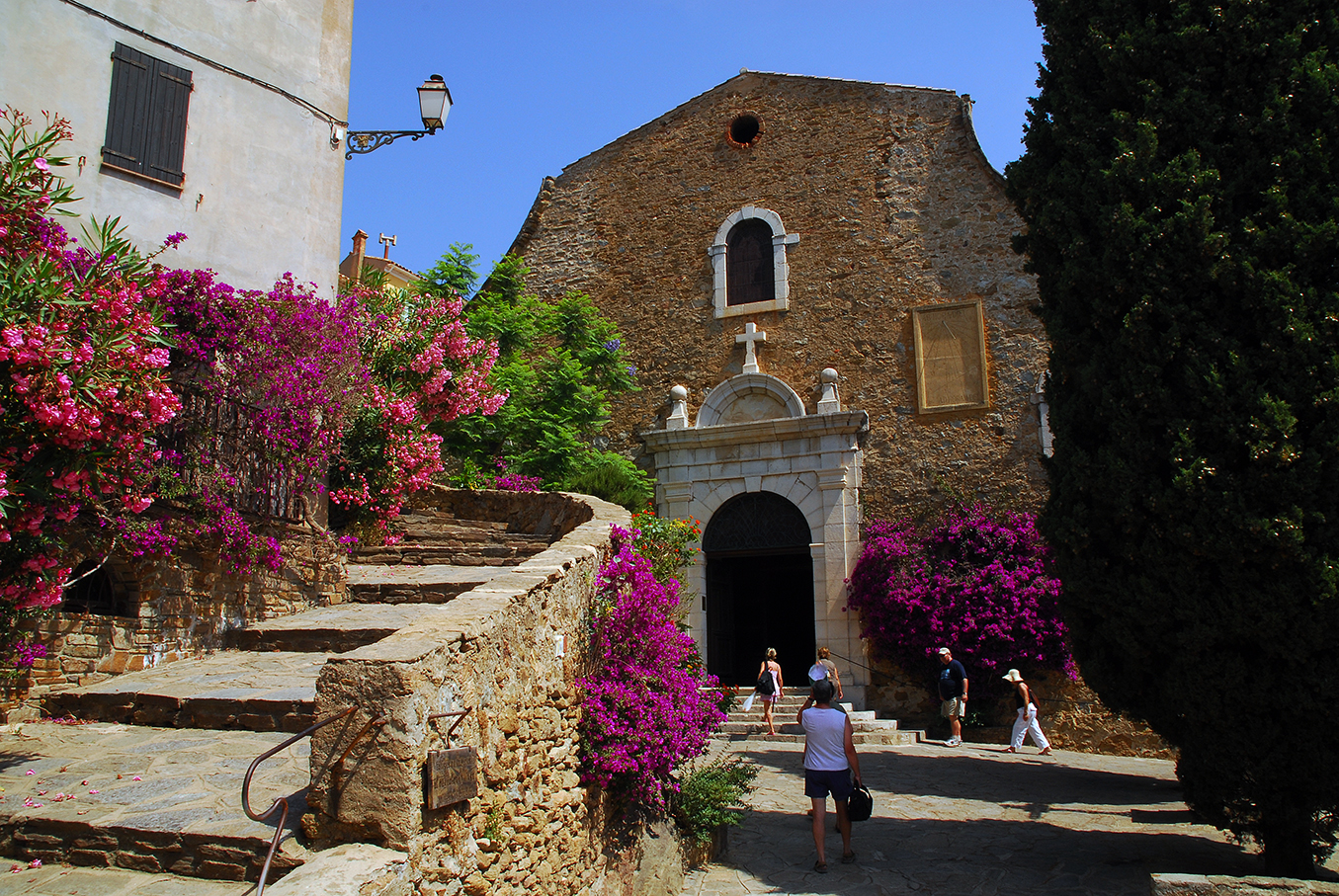
Église Saint-Trophyme.

Les paroisses catholiques Saint-Trophyme et Saint-François-de-Paule dépendent du diocèse de Fréjus-Toulon. Les témoins de Jéhovah, ainsi que les membres de l'église réformée de France se rendent au Lavandou. Les membres des communautés musulmane, juive, ou de l'église copte orthodoxe se rendent à Toulon.

## Économie

### Revenus de la population et fiscalité
Chiffres clés Revenus et pauvreté des ménages en 2018 : médiane en 2018 du revenu disponible, par unité de consommation : 22 830 €.
En 2011, le revenu fiscal médian par ménage était de 30 131 €, ce qui plaçait Bormes-les-Mimosas au 15 601e rang parmi les 31 886 communes de plus de 49 ménages en métropole.
En 2009, 43,9 % des foyers fiscaux n'étaient pas imposables.

### Emploi
En 2009, la population âgée de 15 à 64 ans s'élevait à 4 383 personnes, parmi lesquelles on comptait 68,6 % d'actifs dont 59,9 % ayant un emploi et 8,7 % de chômeurs.
On comptait 2 166 emplois dans la zone d'emploi, contre 1 649 en 1999. Le nombre d'actifs ayant un emploi résidant dans la zone d'emploi étant de 2 659, l'indicateur de concentration d'emploi est de 81,5 %, ce qui signifie que la zone d'emploi offre moins d'un emploi par habitant actif.

### Entreprises et commerces
En 2013, 859 entreprises étaient basées à Bormes-les-Mimosas, dont 50 dans le domaine de l'industrie, 142 dans celui de la construction, 605 pour ceux du commerce et du transport. Certaines de ces entreprises y possèdent même au moins deux établissements, qui amènent le nombre d'établissements dans la commune à 973. Plus d'un tiers d'entre elles (36,2 %) ont dix ans ou plus.

#### Agriculture
Bormes-les-Mimosas fait partie des zones d’appellations de l'huile d'olive de Provence AOC et des Côtes-de-provence La Londe.

#### Industrie
L'entreprise Vandoren (créée en 1905, installée à Bormes dans les années 1990) fabrique et vend des anches d'instruments à vent, à partir de la culture de roseaux provençaux.

#### Tourisme

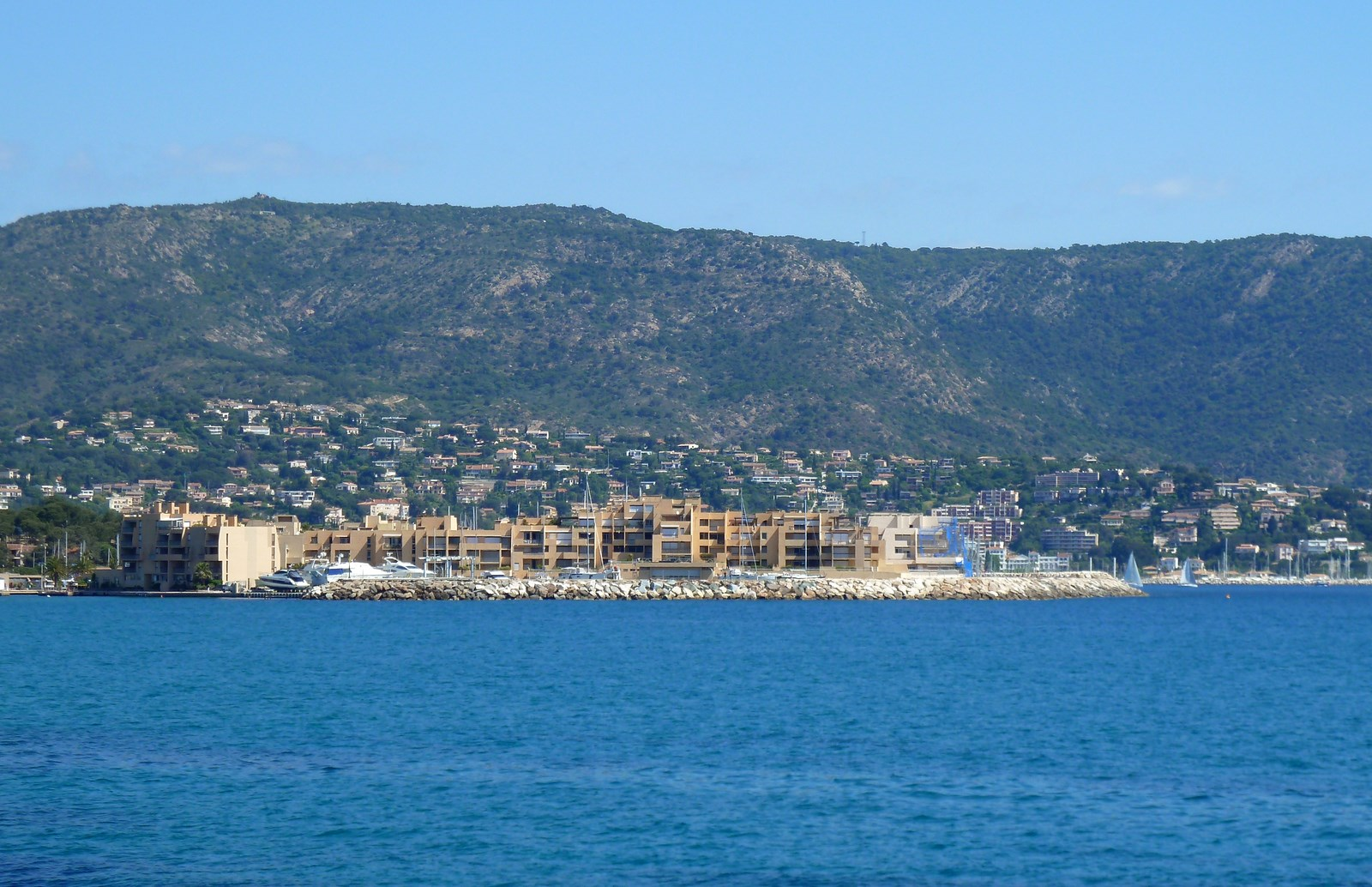
Port de la Favière.

En 2011, l'hébergement est varié et composé notamment de : 11 hôtels soit 263 chambres, 10 terrains de camping allant de 1 à 5 étoiles, comptant 2 784 emplacements, 2 villages de vacances, ainsi que sept chambres d'hôtes.
En 2016, la commune possède 72 restaurants, dont la majorité est ouvert uniquement durant la saison estivale. Le guide Michelin a référencé dans son édition 2016 deux établissements, la Rastègue distingué d'une étoile et le CAP120 restaurant de deux fourchettes et une assiette gourmande.
Les activités proposées sont tournées vers les loisirs nautiques et de plein air : un port et station nautique de niveau trois étoiles, comprenant une école de voile, et plusieurs points de plongée ; ainsi que sept circuits randonnées pédestres et cyclistes.
La baie de Bormes-les-Mimosas, au même titre que la baie de Somme, de Tadoussac ou du Mont-Saint-Michel, fait désormais partie des plus belles baies du monde en intégrant l'association internationale reconnue par l’UNESCO qui regroupe 45 baies dans 26 pays sur les 5 continents. Leur critère de sélection : il s’agit de distinguer les baies où l’homme a fait le choix d’« un aménagement intelligent de l'espace côtier » dans le respect des biens naturels et culturels locaux.
En septembre 2024, le village reçoit le label des « Plus Beaux Villages de France ».

## Culture locale et patrimoine

### Lieux et monuments
Bormes-les-Mimosas est souvent comparée, grâce à son vieux village, à une crèche provençale : vieilles maisons couvertes de tuiles roses, ruelles fleuries, remparts et ruines de château, le vieux village médiéval offre une vue panoramique sur la plaine et les îles d’Or.
La commune compte cinq monuments protégés au titre des Monuments historiques et 60 lieux et monuments répertoriés à l'inventaire général du patrimoine culturel. Par ailleurs, elle compte 23 objets répertoriés à l'inventaire des monuments historiques et de nombreux objets répertoriés à l'inventaire général du patrimoine culturel.

#### Monuments historiques
La commune compte cinq monuments protégés au titre des monuments historiques :
- le fort de Brégançon et l'îlot qui le supporte sont classés depuis le 25 septembre 1968[M 3] (à ne pas confondre avec le château de Brégançon)[65] ;
- l'église Saint-Trophyme de Bormes-les-Mimosas est inscrite depuis le 21 novembre 1973[M 4],[66] ;

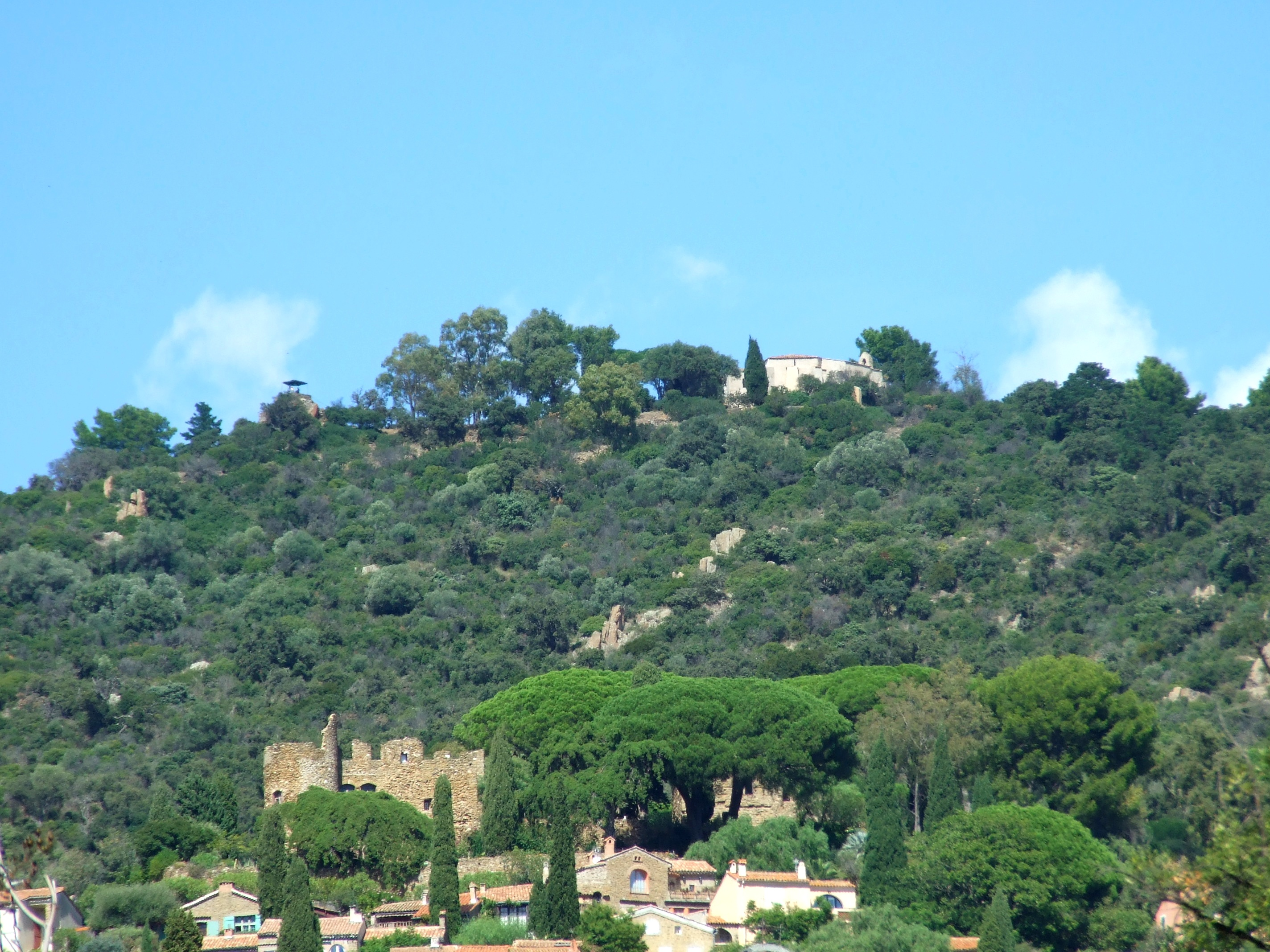
Le château des seigneurs de Fos et la chapelle Notre-Dame de Constance.

- la chapelle Notre-Dame de Constance, au sommet de la colline surplombant le vieux village, est inscrite depuis 1926[M 5] ;
- les restes du château des Seigneurs de Fos, dans le haut du vieux village, sont inscrits depuis 1931[M 6] ;
- la chapelle Saint-François-de-Paule est inscrite depuis le 11 avril 1963[M 7] ;

située à côte de l'ancien cimetière (quelques tombes encore visibles) et à proximité de vestiges de moulins à vent. Elle est érigée en 1560 en hommage à l'ermite Francesco Martolillo, reconnu pour ses bienfaits et miracles, qui délivre le village de la peste en 1481 alors qu'il se rend à Paris au chevet du roi Louis XI mourant. Il fonde l'ordre mendiant des Minimes. Il est canonisé par le pape Léon X en mai 1519. Cette chapelle est la plus ancienne chapelle qui lui soit dédiée.
En 1653, la confrérie des Pénitents blancs, en fait son siège et le lieu de sépulture de ses membres.
En 1791, elle est achetée comme Bien national par le citoyen Maurice Courme qui refuse de la transformer en moulin à farine et la rend au culte en 1827.
Elle est restaurée en 1988-1989 par l'association « Sauvegarde du vieux Bormes ».

#### Autres lieux et monuments
Le « bourg castral de Belvezin » au lieu-dit de Cuberte, pourrait être celui connu par une charte de 1056. Le site du « bourg castral de Gibouel » au lieu-dit de la Cadenière, apparaît dans les actes de délimitation du domaine de la chartreuse de la Verne dès 1174 sous la forme "als casals de Geboel", et en 1223 "ad Collam de Giboel" ; les premières mentions connues du "castrum de Bragansono" remontent elles aussi à 1223.
On peut encore citer :
- la statue de saint François de Paule[M 11] devant la chapelle sur la place Saint-François, érigée par les frères Pénitents avec le concours de la population locale en 1791[70] ; ce moine calabrais aurait délivré le village de la peste en 1481 ;
- les vieux puits[71] ;
- le quartier de la Favière avec son port de plaisance[72] et sa marina autour du carré d’honneur. Plus loin s’étalent les plages de la Favière, de Cabasson, de l’Estagnol, et de Pellegrin ;
- le barrage du Trapan, réserve d'eau potable pour les villes du littoral varois à l'est de Toulon ;
- le parc du Cigalou (jardin botanique) ;
- le parc Gonzalez (jardin botanique australien) ;
- le phare du cap Bénat aussi appelé phare du Cap Blanc[M 12] ;
- le monument « à la gloire de la Révolution française, et des morts des deux guerres mondiales »[M 13] ;
- le monument signalant que « les troupes Alliées (commandos d'Afrique) qui ont libéré Bormes le 17 août 1944 sont arrivées par cette route »[73] ;
- le monument à la mémoire des pompiers brûlés dans leur camion lors de l'incendie du 21 juin 1990 à Cabasson[74] ;
- la tombe de Jean-Charles Cazin[75], peintre et sculpteur, dans le cimetière de la chapelle Saint-François-de-Paule ;
- le trompe-l’œil de la Bouchonnerie[76].
- Le château Léoube, datant du XVIIe siècle, propriété de l'homme d'affaires et parlementaire britannique Anthony Bamford[77].

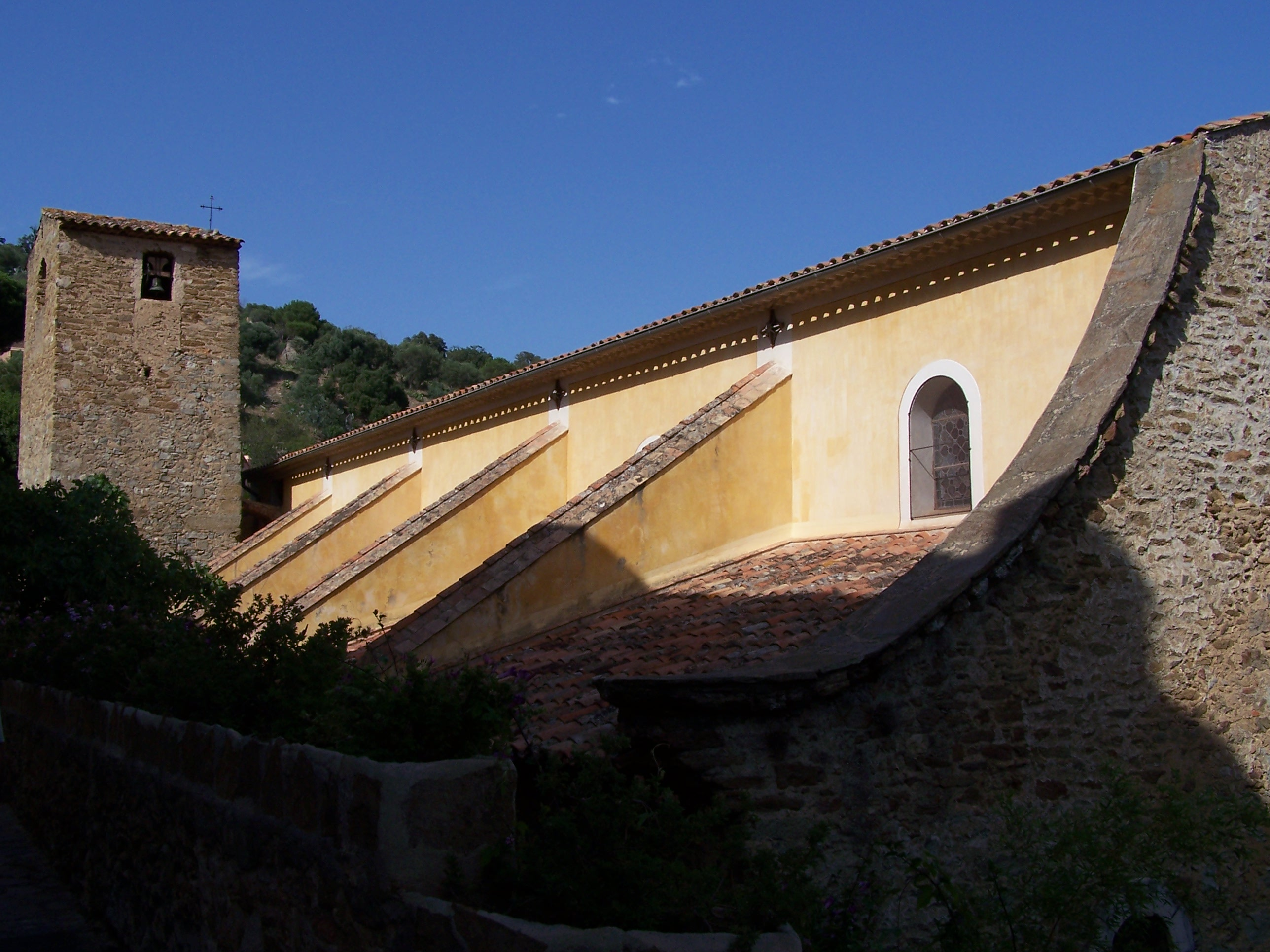
Église Saint-Trophyme.
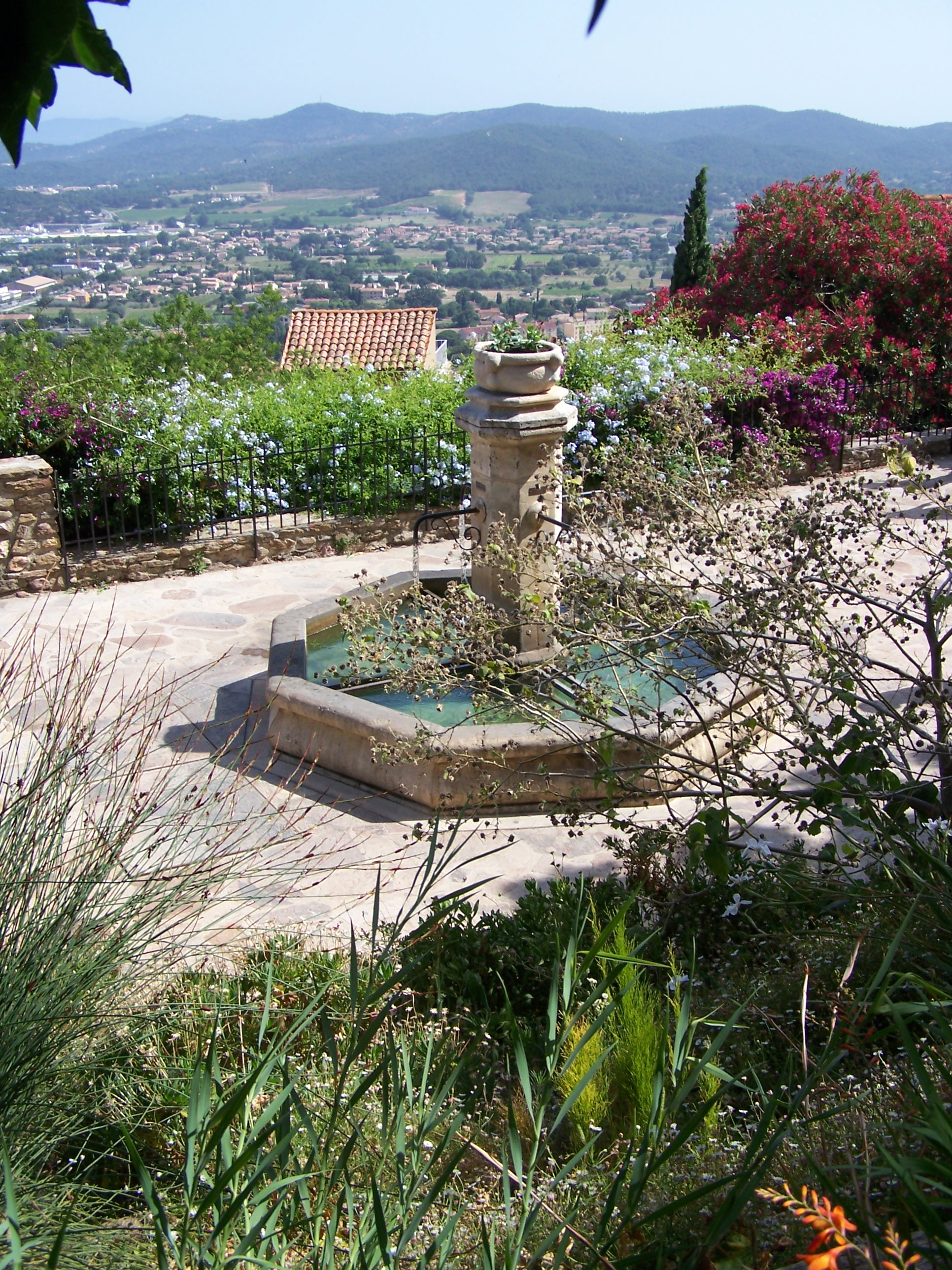
Place l'Isclou-d’Amour.
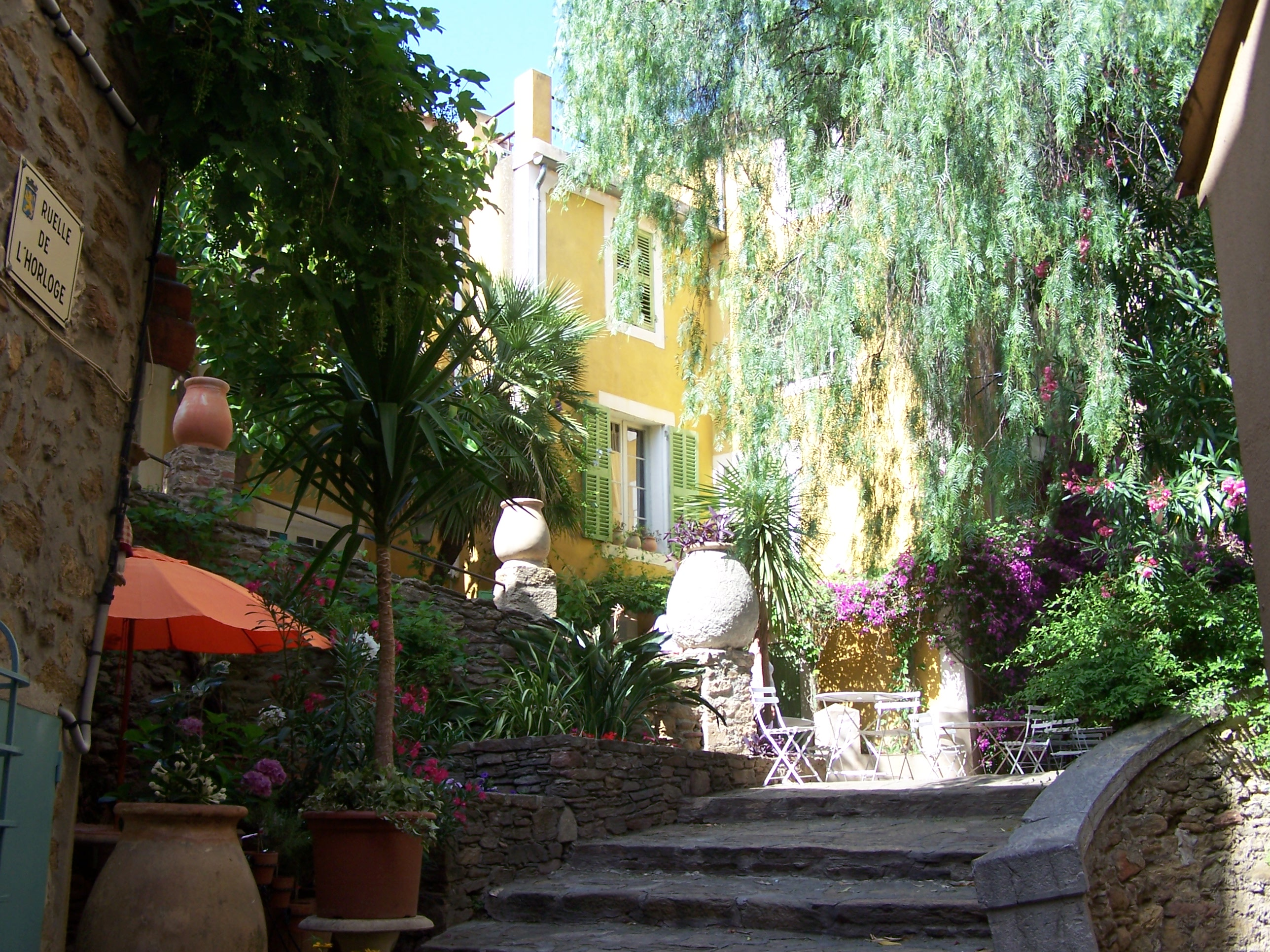
Rue de l'Horloge.
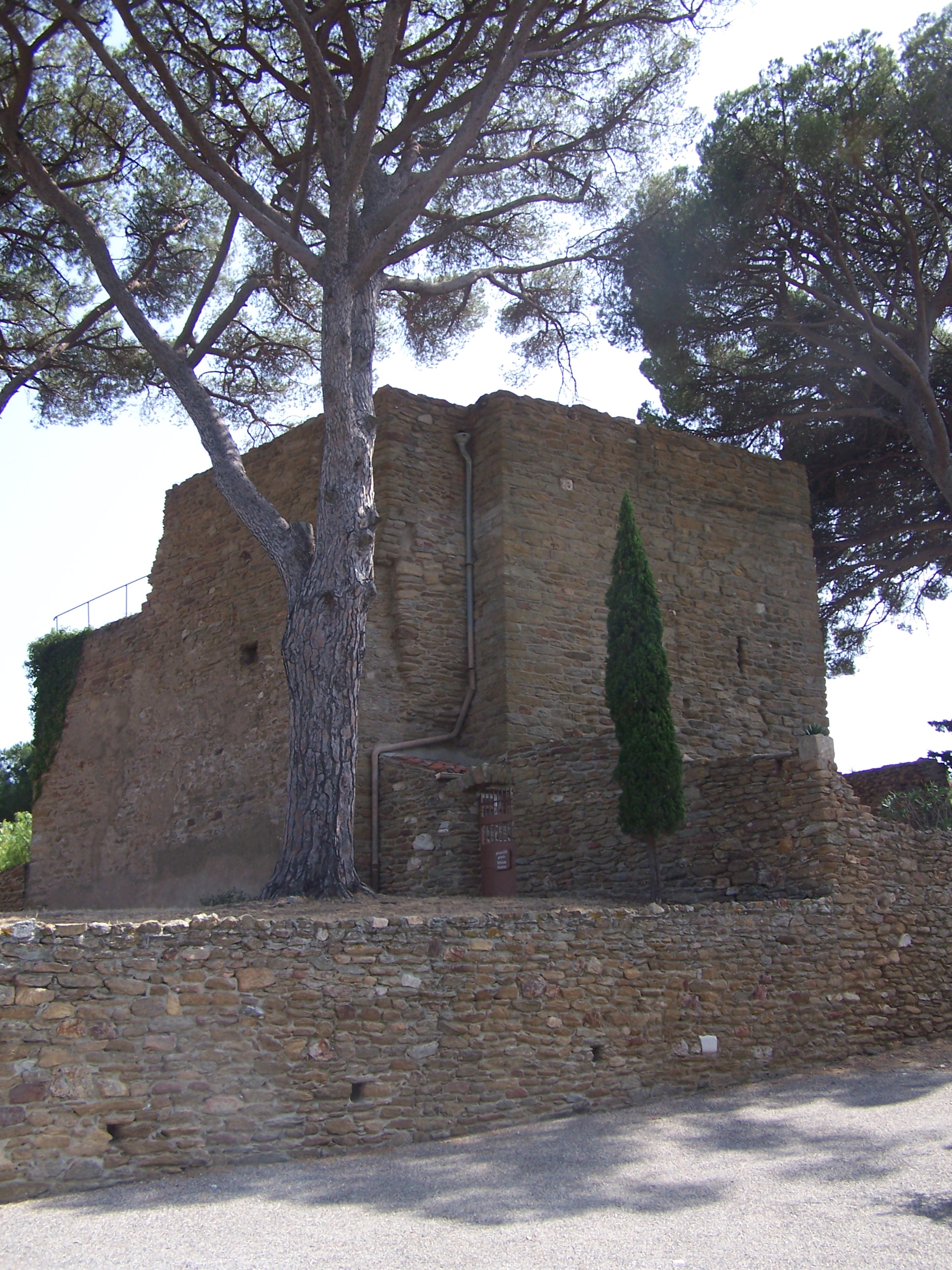
Fort des Seigneurs de Fos.
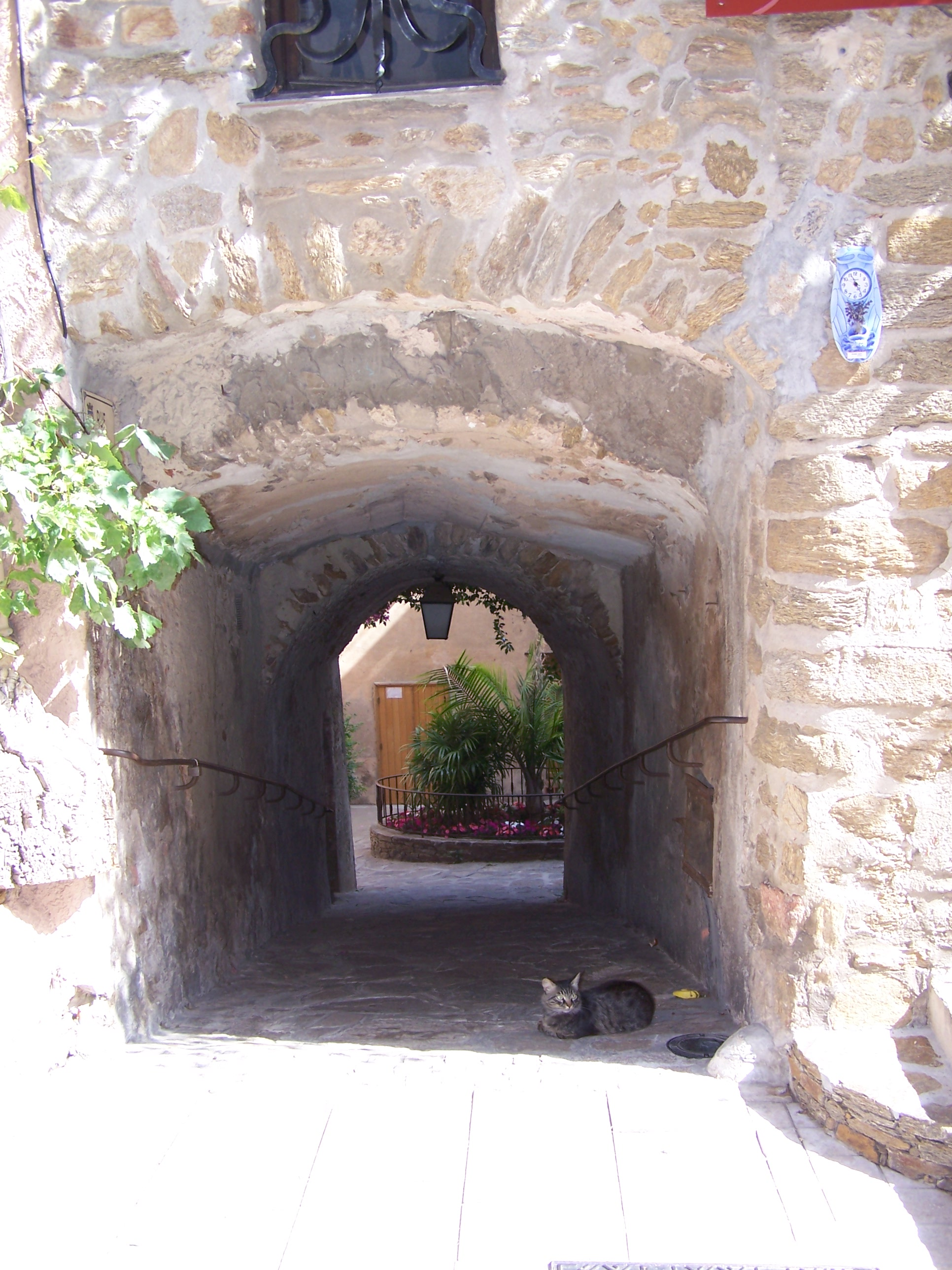
Rue des Contours.
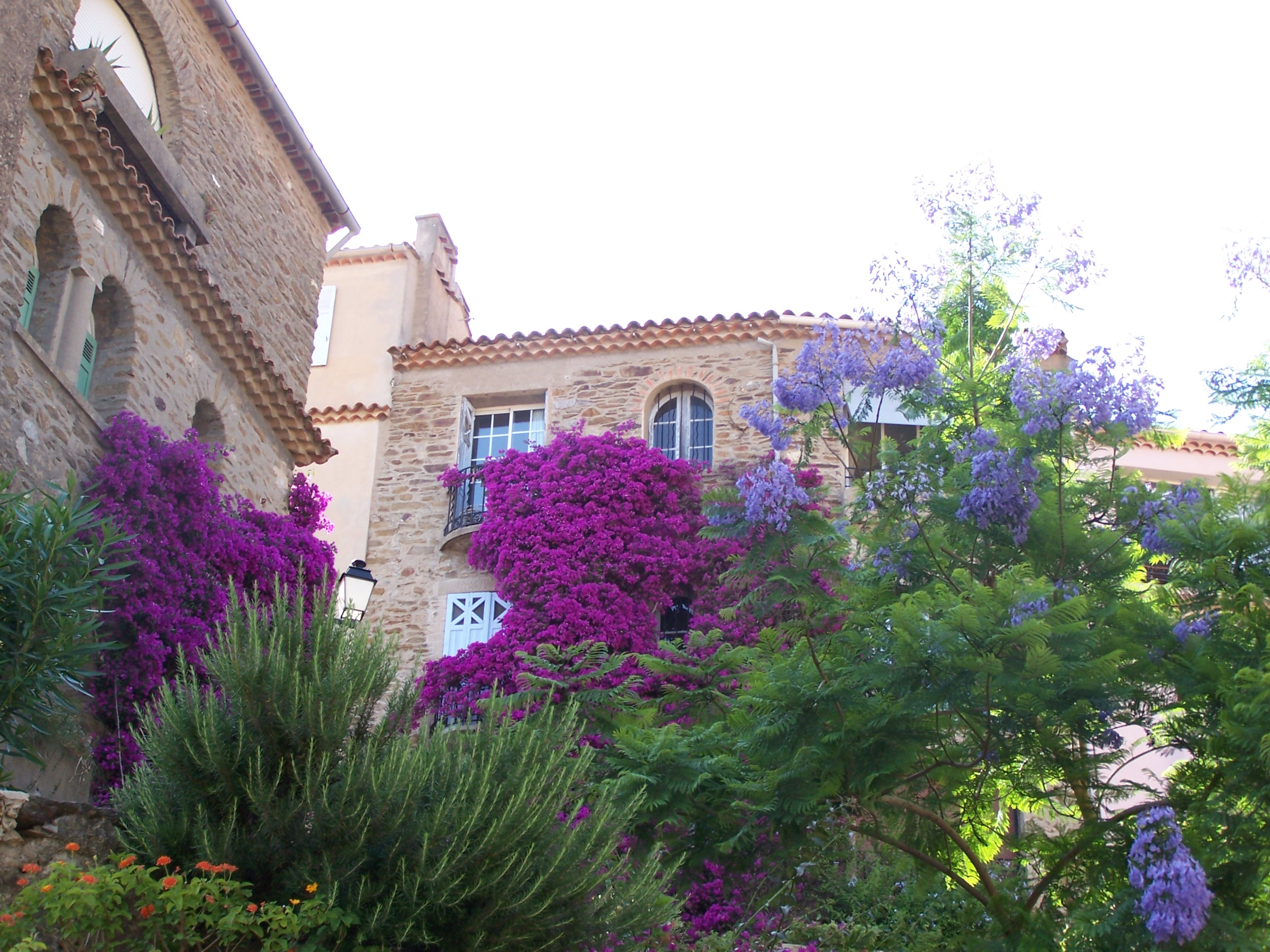
Montée des Écureuils.
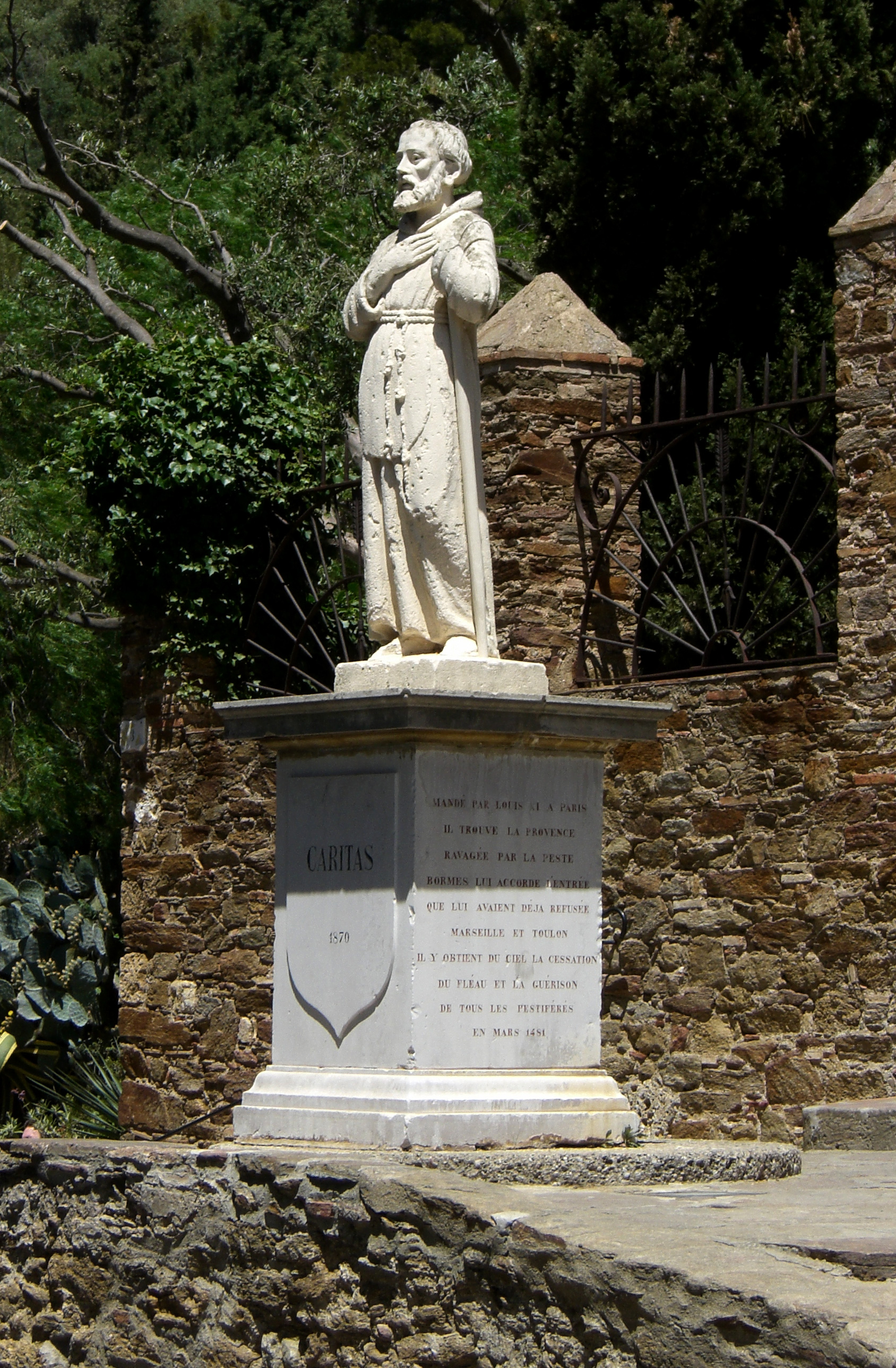
Statue de saint François de Paule.
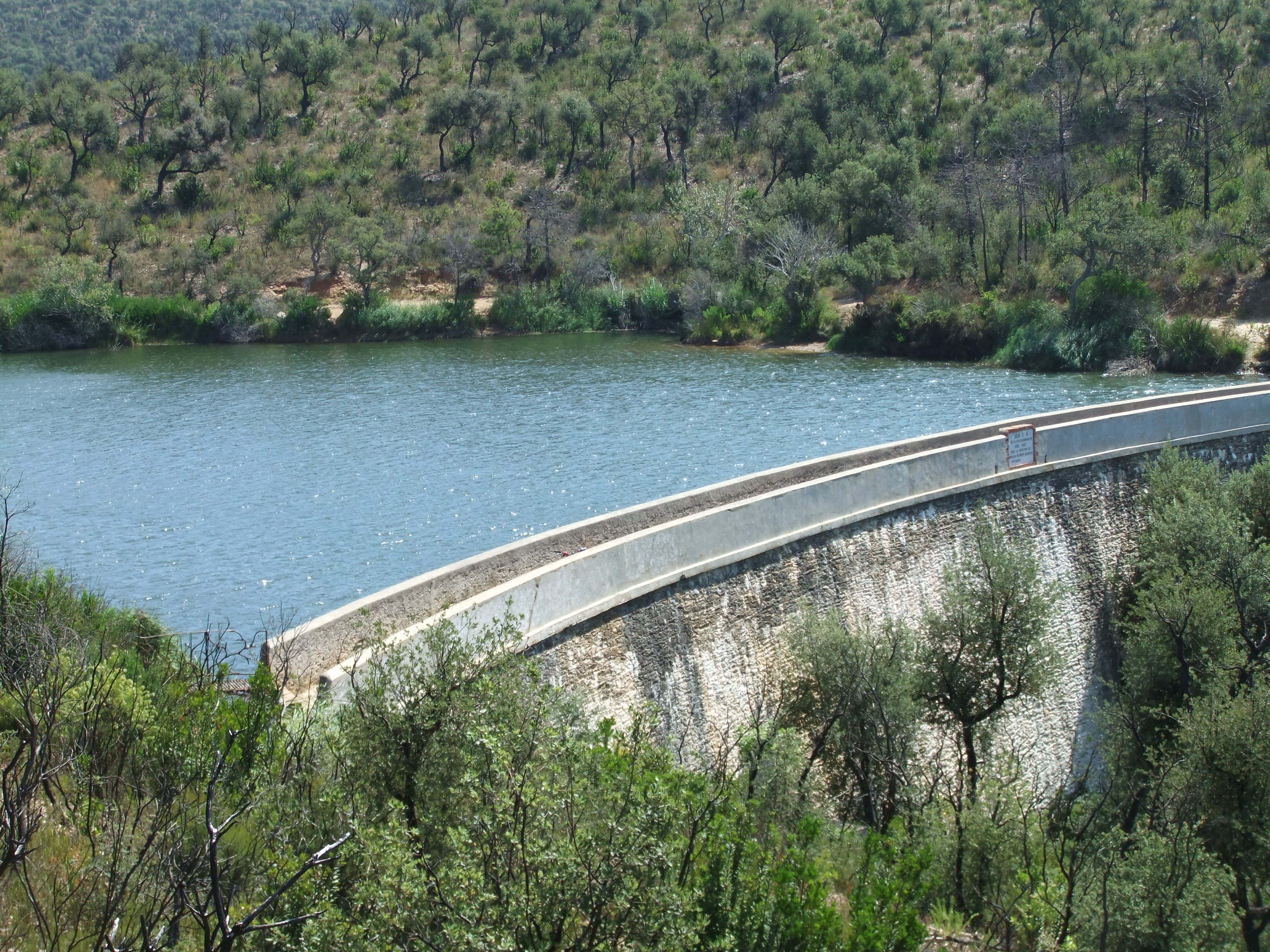
Retenue d'eau créée vers 1880, pour alimenter le château de Brégançon.
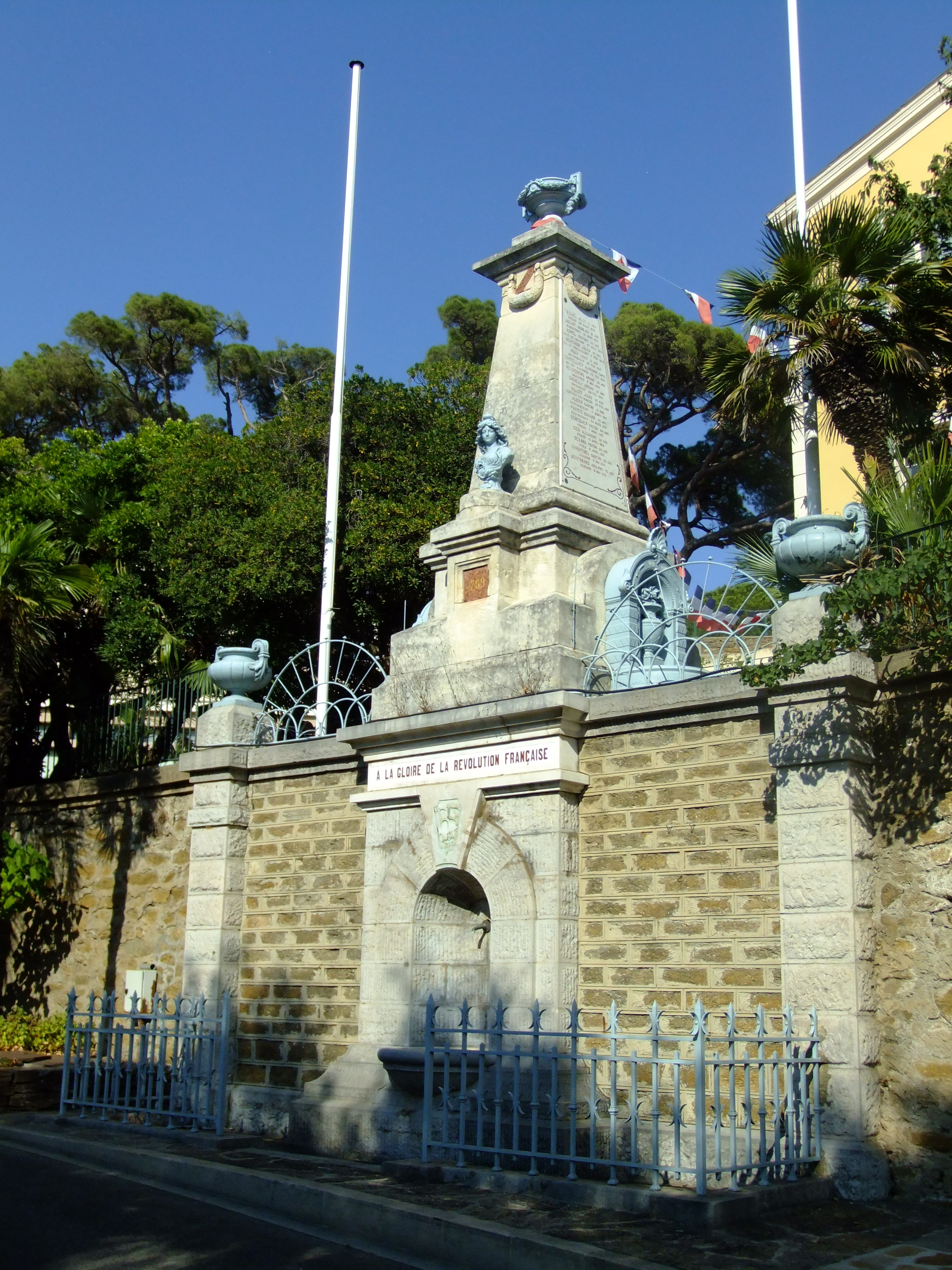
Monument aux morts et à la gloire de la Révolution française.
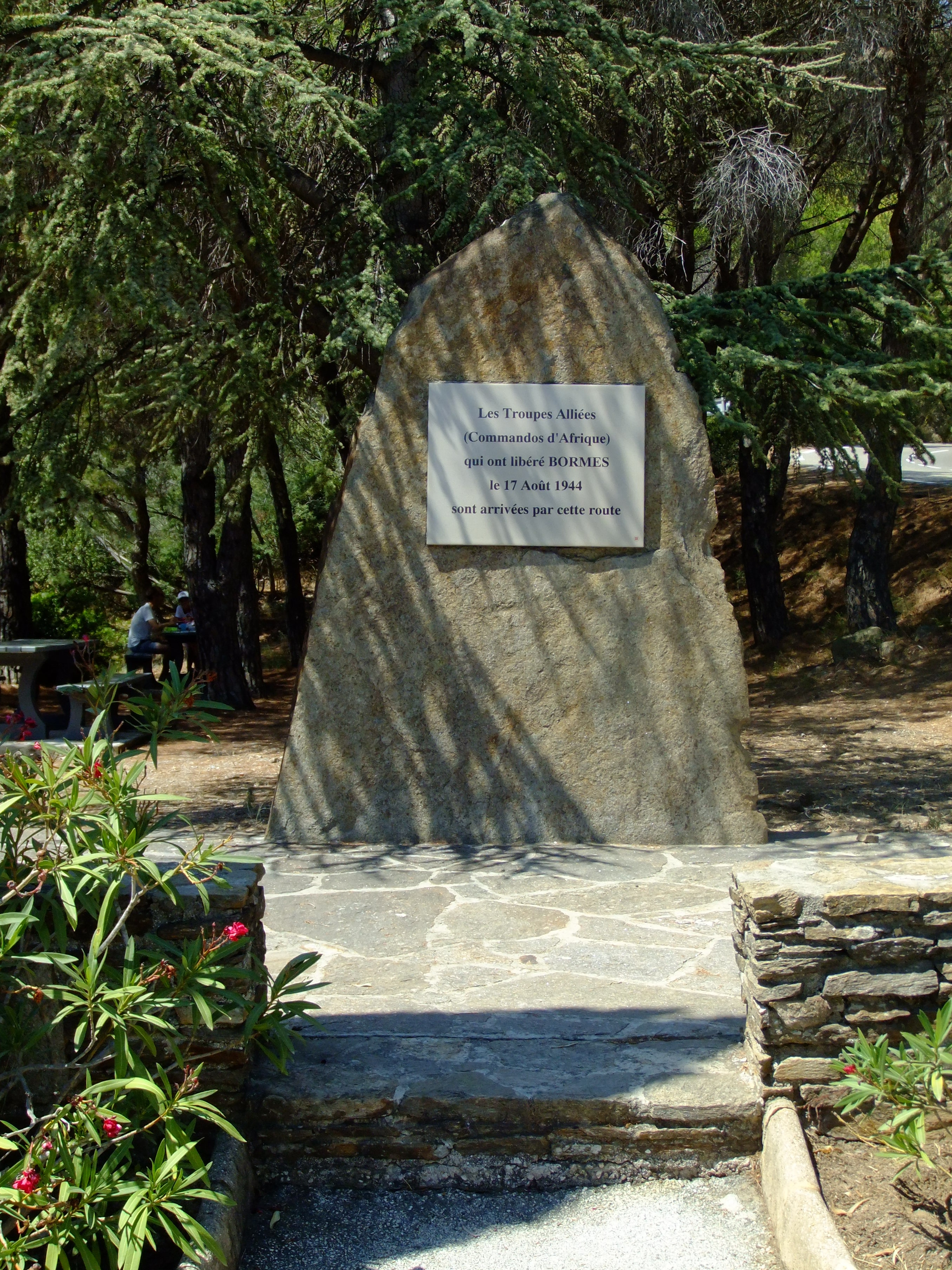
Bormes-les-Mimosas, stèle aux commandos d'Afrique.
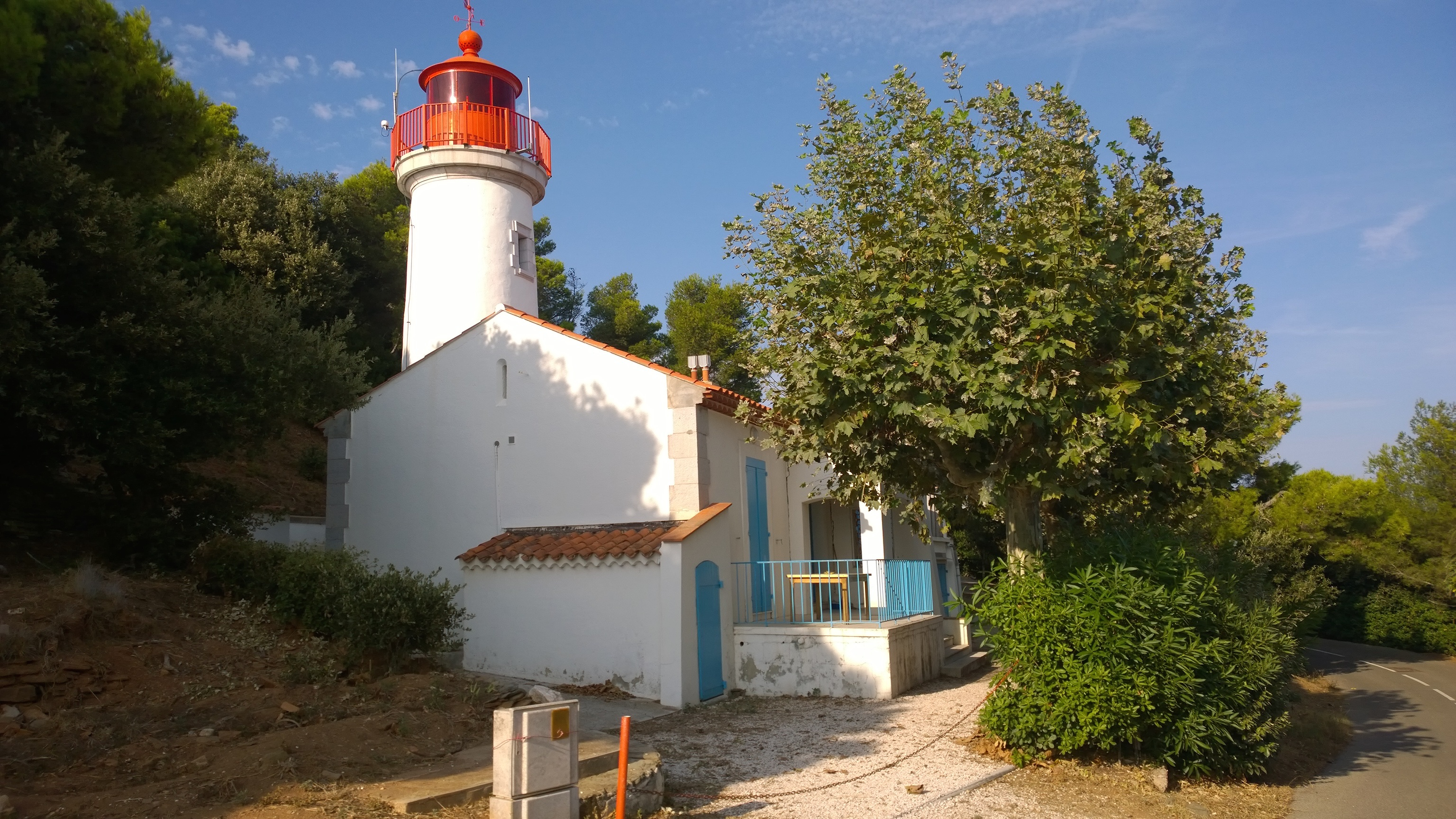
Phare du cap Bénat aussi appelé du cap Blanc.

### La commune dans les arts

#### Dans la peinture
De nombreux peintres ont représenté Bormes, tels : Emmanuel-Charles Bénézit, Henri-Edmond Cross, Henri Le Sidaner, René Ménard, Théo Van Rysselberghe, Henri Rivière.

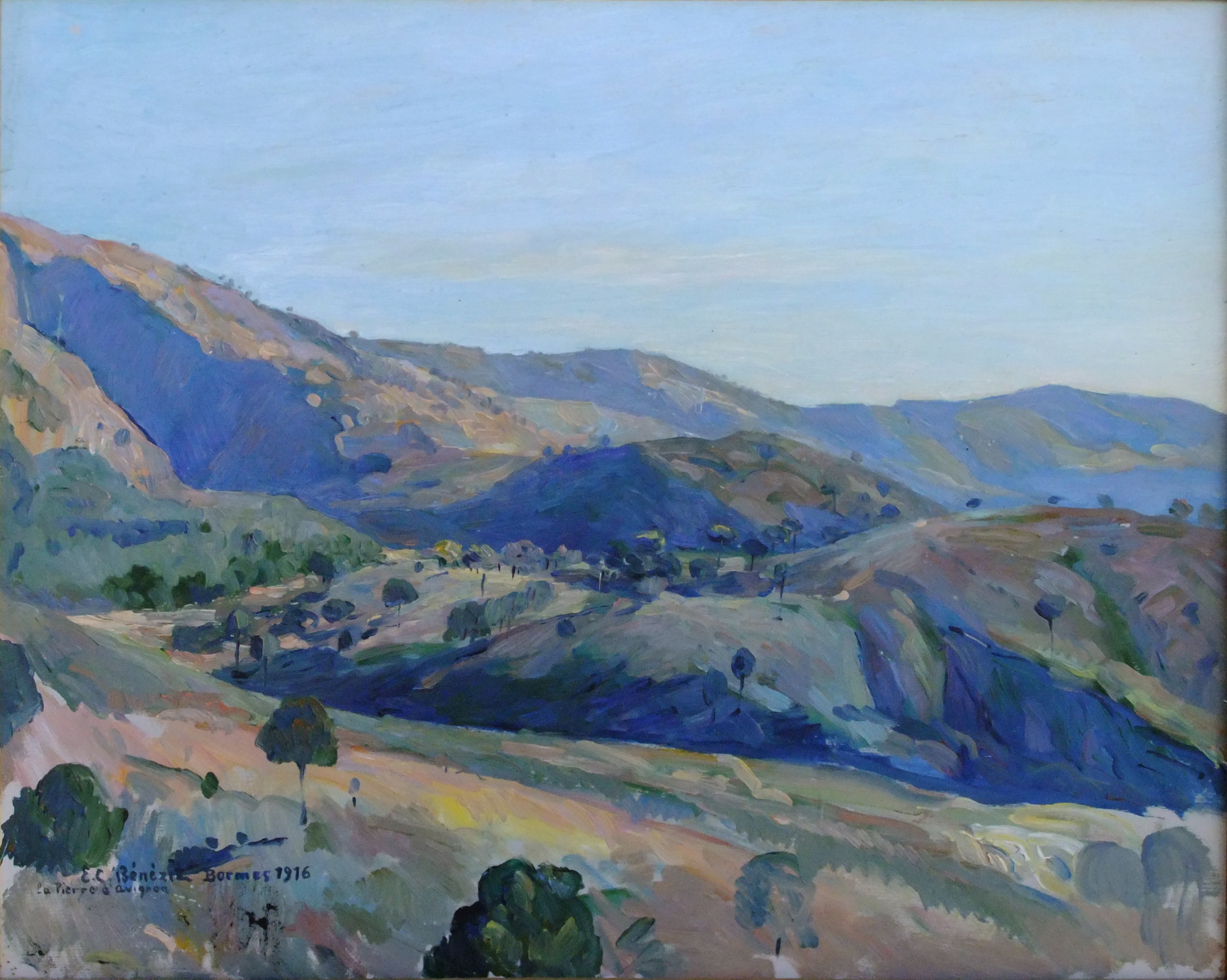
Emmanuel-Charles Bénézit - La pierre d'Avenon (1916).
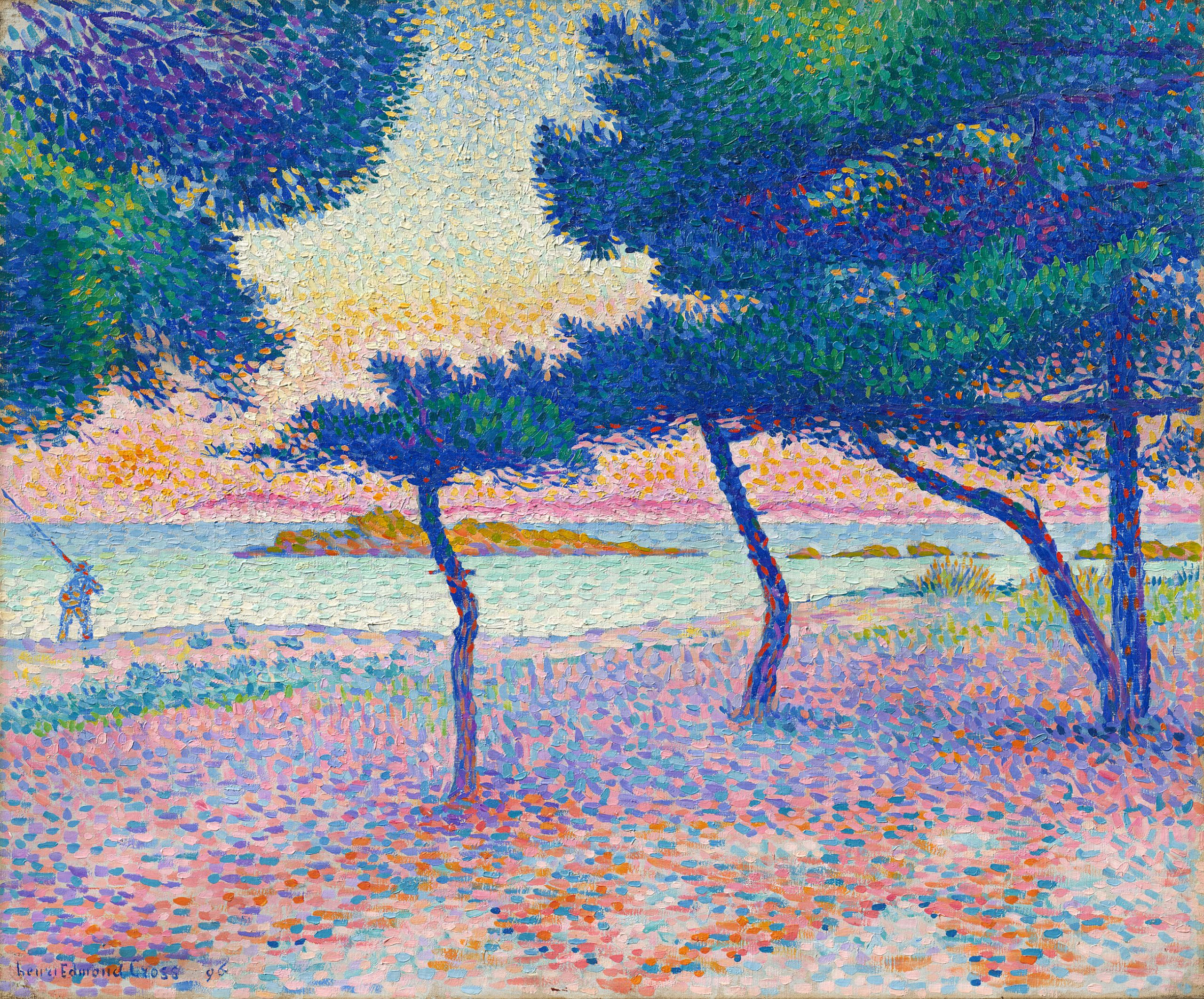
Henri-Edmond-Cross - La plage de Saint-Clair (1925).
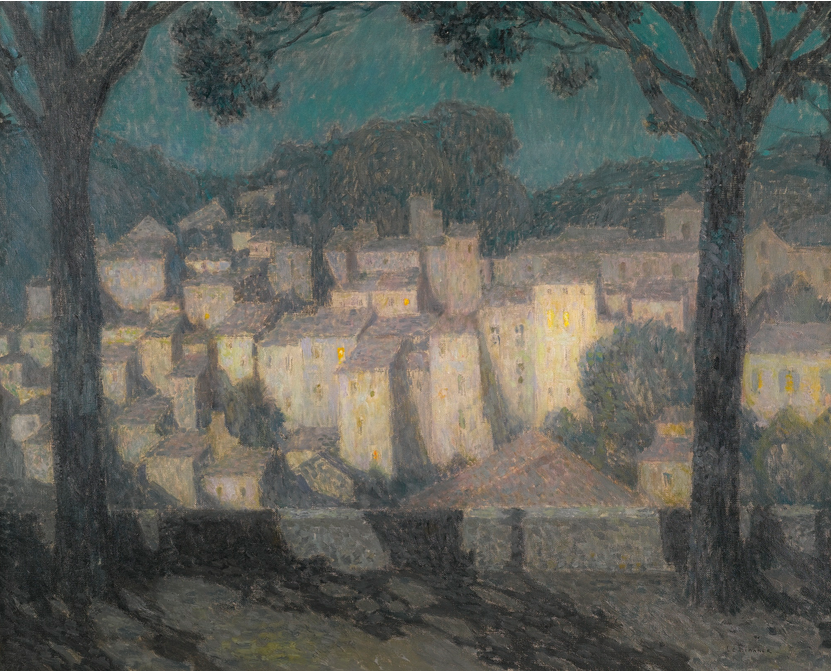
Henri Le Sidaner - Le Village au clair de lune (1928).
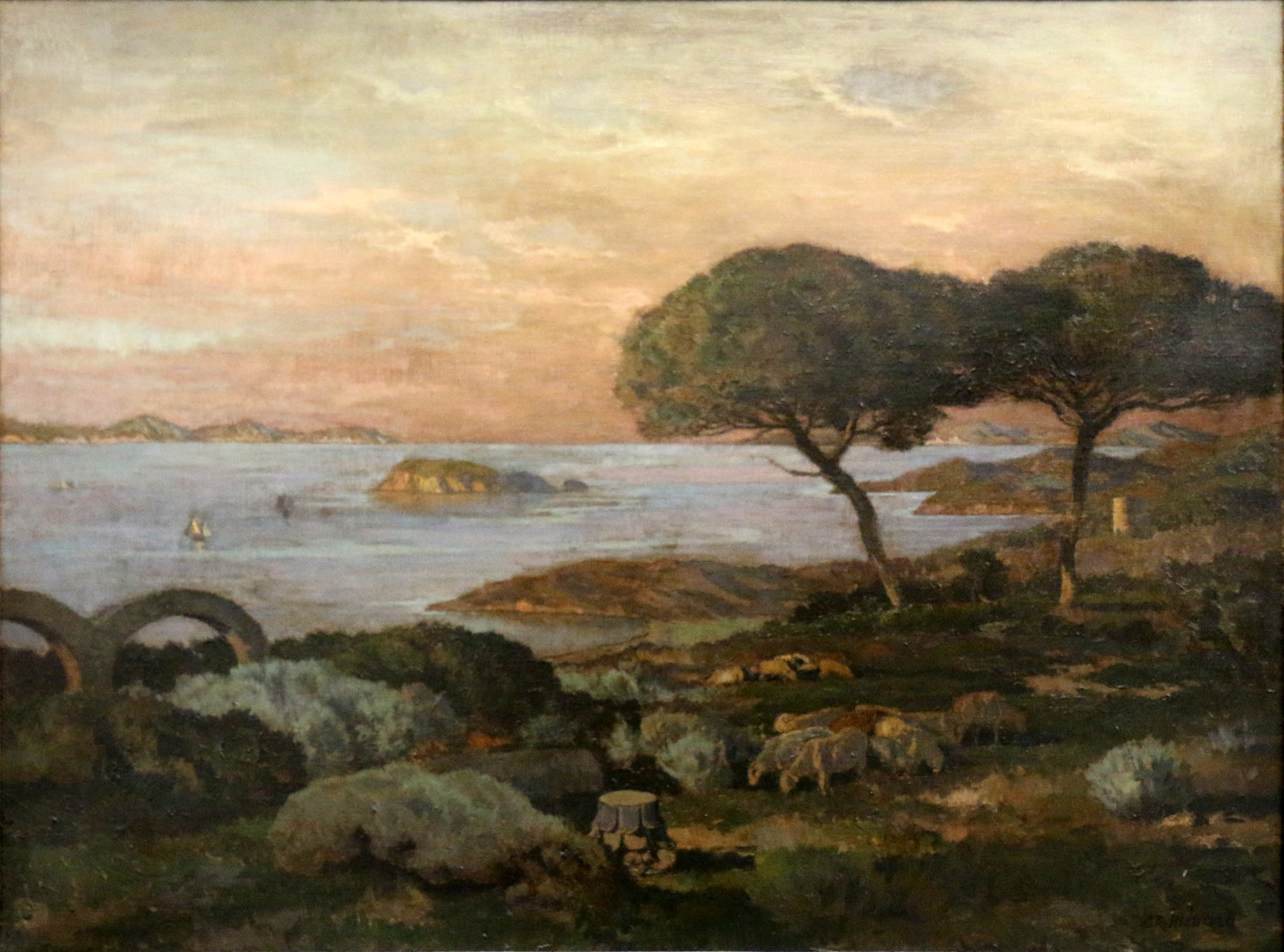
René Ménard - Paysage de Provence, Bormes-les-Mimosas.
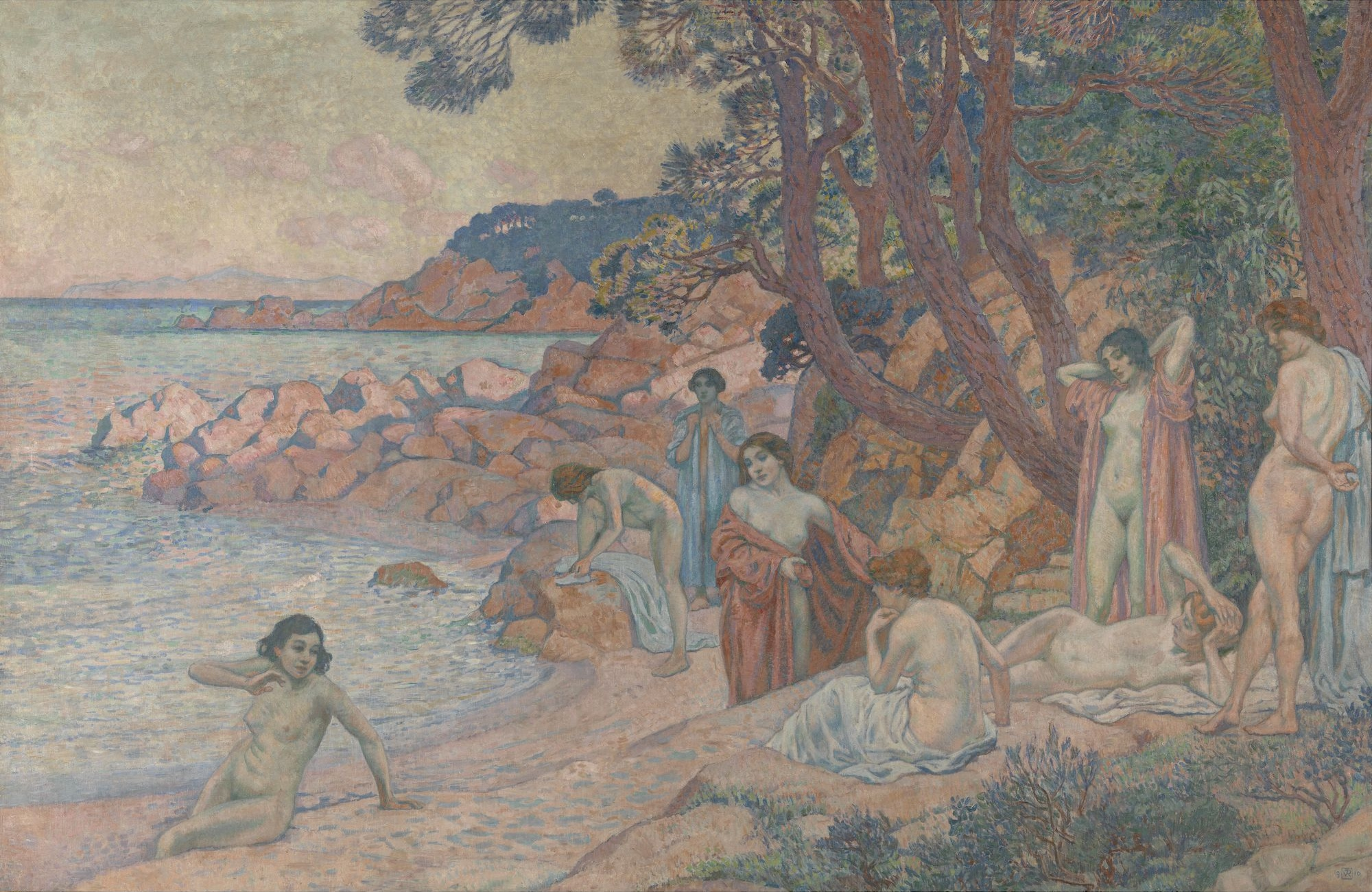
Theo Van Rysselberghe - Baigneuses au Cap Bénat.
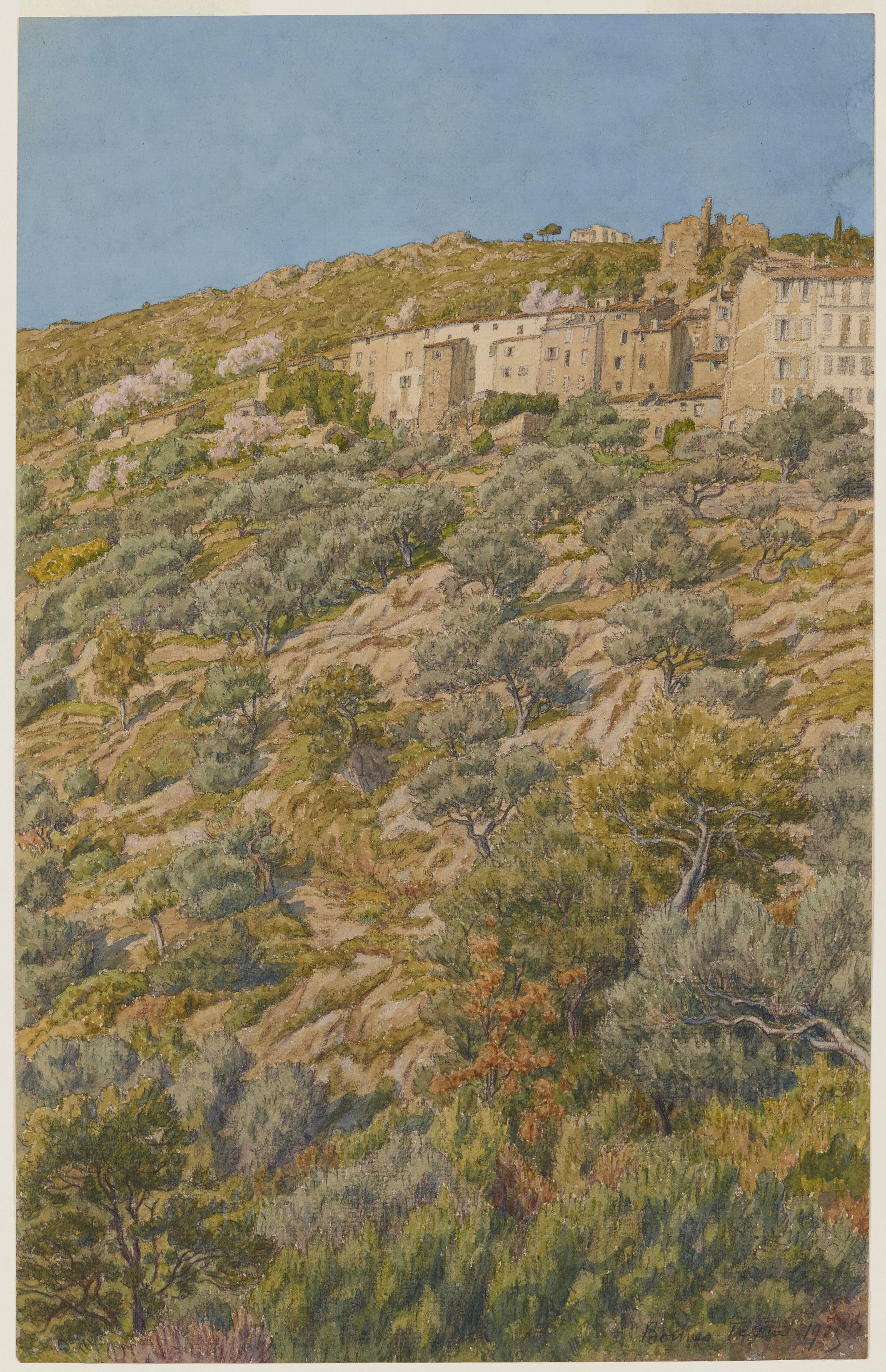
Henri Rivière - Bormes le village (1925).
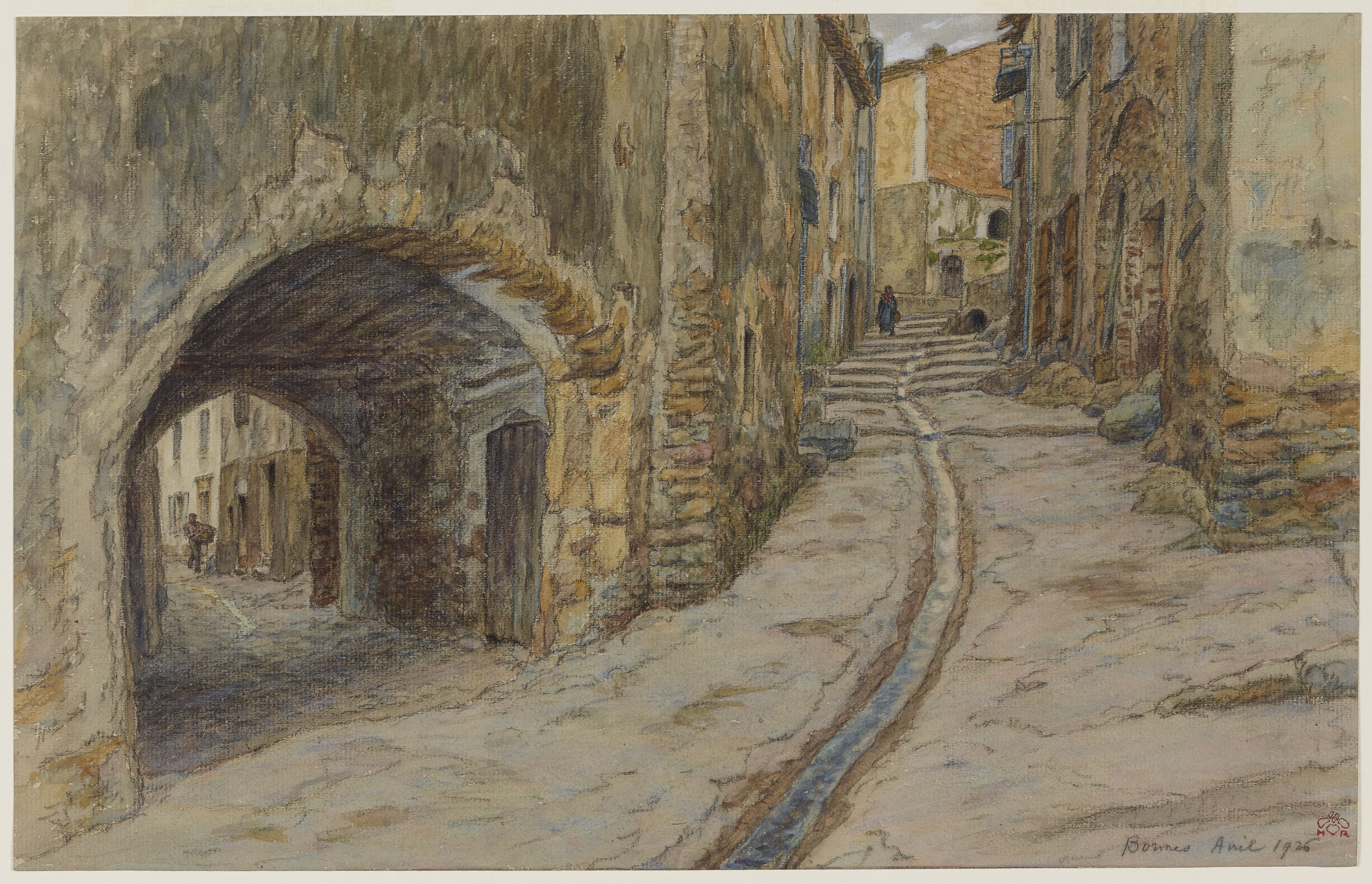
Henri Rivière - Rue Rompi-cou. Bormes (1926).

#### Dans la chanson
- Bormes-les-Mimosas est une chanson composée et chantée par Henri Salvador sur des paroles de Robert Nyel (album Ma chère et tendre, 2003).

### Personnalités liées à la commune
- François de Paule (1416-1507), religieux ermite italien.
- Hippolyte de Bouchard (1780-1837), marin et corsaire, né à Bormes.
- Hermann Sabran (1837-1914), avocat et philanthrope lyonnais, marié à Bormes, ancien héritier du château de Brégançon.
- Jean Aicard (1848-1921), poète, romancier et auteur dramatique. Il célèbre à Bormes sa province méridionale (Maurin des Maures, Poèmes de Provence).
- Mistinguett (1875-1956), actrice, qui appréciait l’ambiance du Domaine du Noyer, elle offre son nom au vin local qui devient le « Clos Mistinguett » en 1925.
- Suzanne Frémont peintre impressionniste à résidé à Bormes ou elle est enterrée, elle recevait chez elle les peintres de passage dont  Nicolas de Staël . Une exposition en 2010 fut organisée à sa mémoire par la Mairie de Bormes au centre culturel.
- Gabriel Frémont Avocat,  financier,  industriel et  grand patron de presse propriétaire et fondateur du journal l'Auto-vélo (devenu l'Equipe) , du Tour de France, du Parc des Princes, de la FIFA , de Rolland Garros,  du Vélodrome d'Hiver,  mécène de Santos Dumont, Rolland Garros et créateur du premier terrain d'aviation de Paris à Issy les Moulineaux. Vivait et dirigeait ses affaires depuis Bormes dont le Fameux Tour de France dont la direction a été transférée pendant la guerre à Bormes. Il y mourut en 1962, il  est enterré dans cette commune.
- Paul-Louis Weiller (1893-1993), chef d’entreprise et mécène, a reçu de nombreuses personnalités dans sa villa La Reine Jeanne.
- La Famille grand-ducale luxembourgeoise possède la villa La Tour Sarrazine, qui est située dans le hameau de Cabasson à côté de la villa La Reine Jeanne, construite pour l'industriel Paul-Louis Weiller.
- Alfred Courmes (1898-1993), peintre, né à Bormes.

### Héraldique
|  | Les armoiries de Bormes-les-Mimosas se blasonnent ainsi : D'azur au lion d'or, lampassé, armé et viléné de gueules, couronné d'argent. |